# Lista gatunków z rodzaju jastrzębiec
Lista gatunków z rodzaju jastrzębiec (Hieracium L.) – lista gatunków rodzaju roślin należącego do rodziny astrowatych (Compositae Gis.). Według The Plant List w obrębie tego rodzaju znajduje się co najmniej 2241 gatunków o nazwach zweryfikowanych i zaakceptowanych, podczas gdy kolejnych 7339 taksonów ma status gatunków niepewnych (niezweryfikowanych) – z uwzględnieniem drobnych gatunków apomiktycznych jastrzębiec liczy sobie ponad 10 tysięcy gatunków. 
Wykaz gatunków
- Hieracium abruptorum Schljakov
- Hieracium abscissum Less.

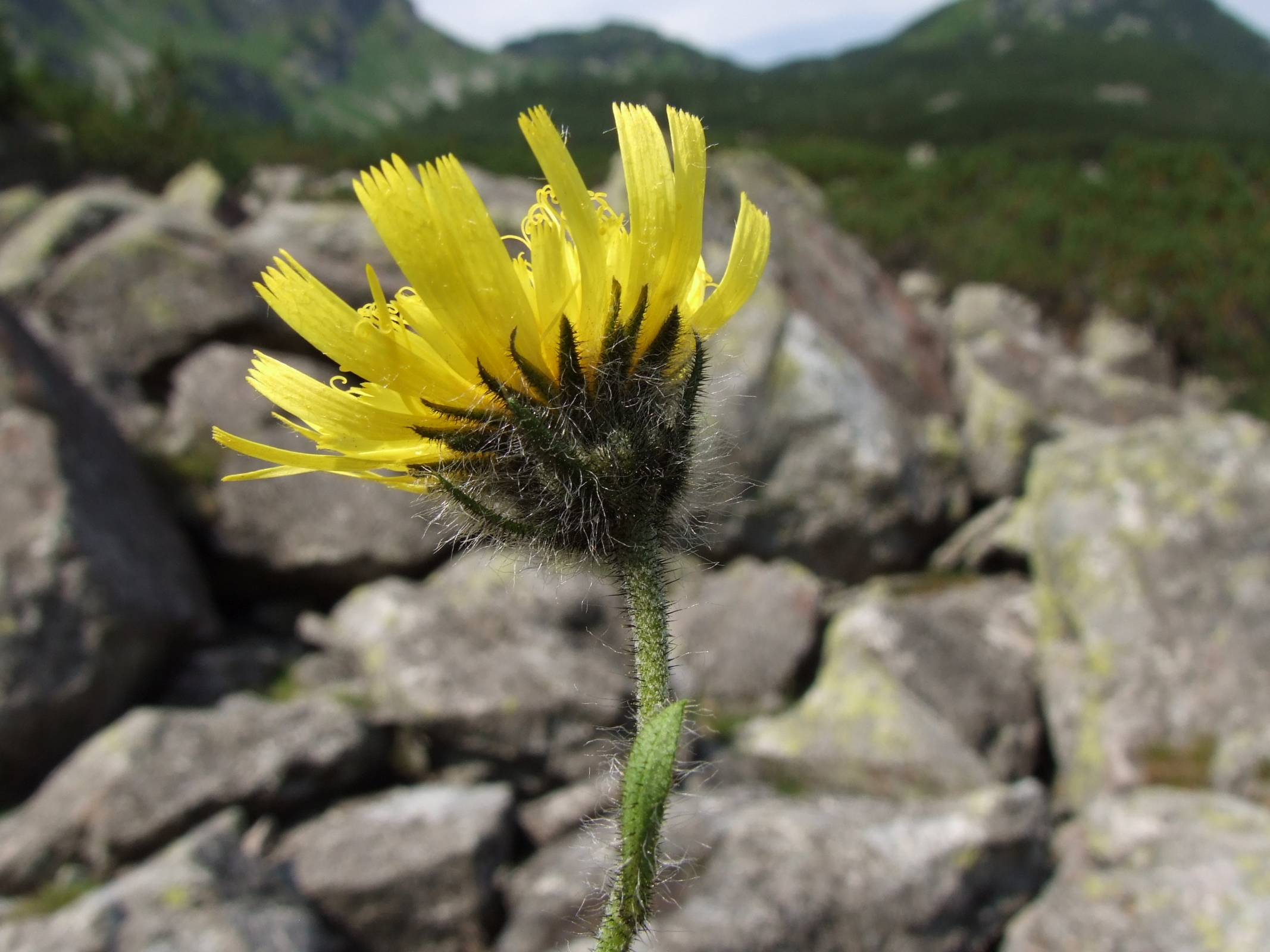
Hieracium alpinum

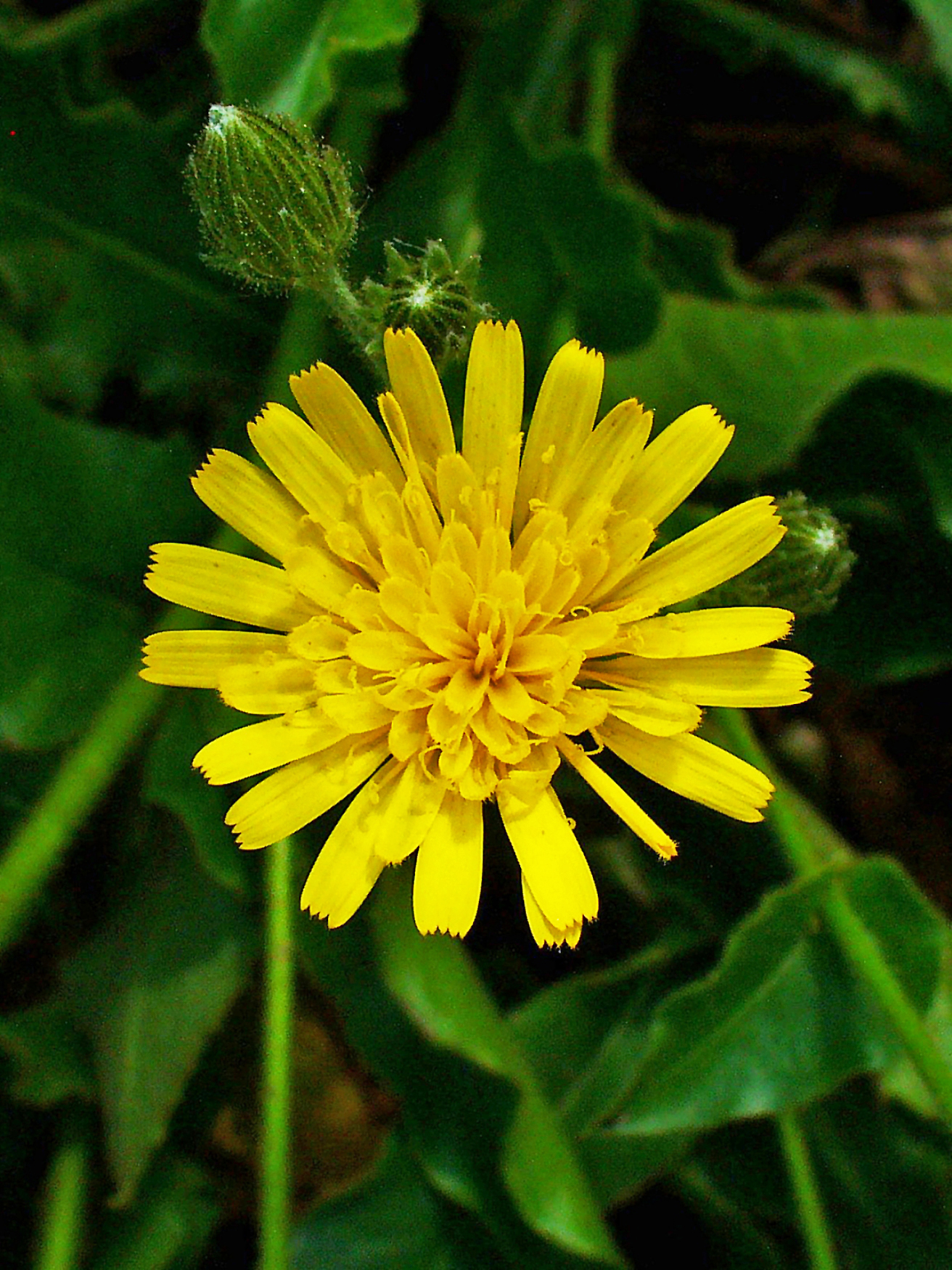
Hieracium amplexicaule

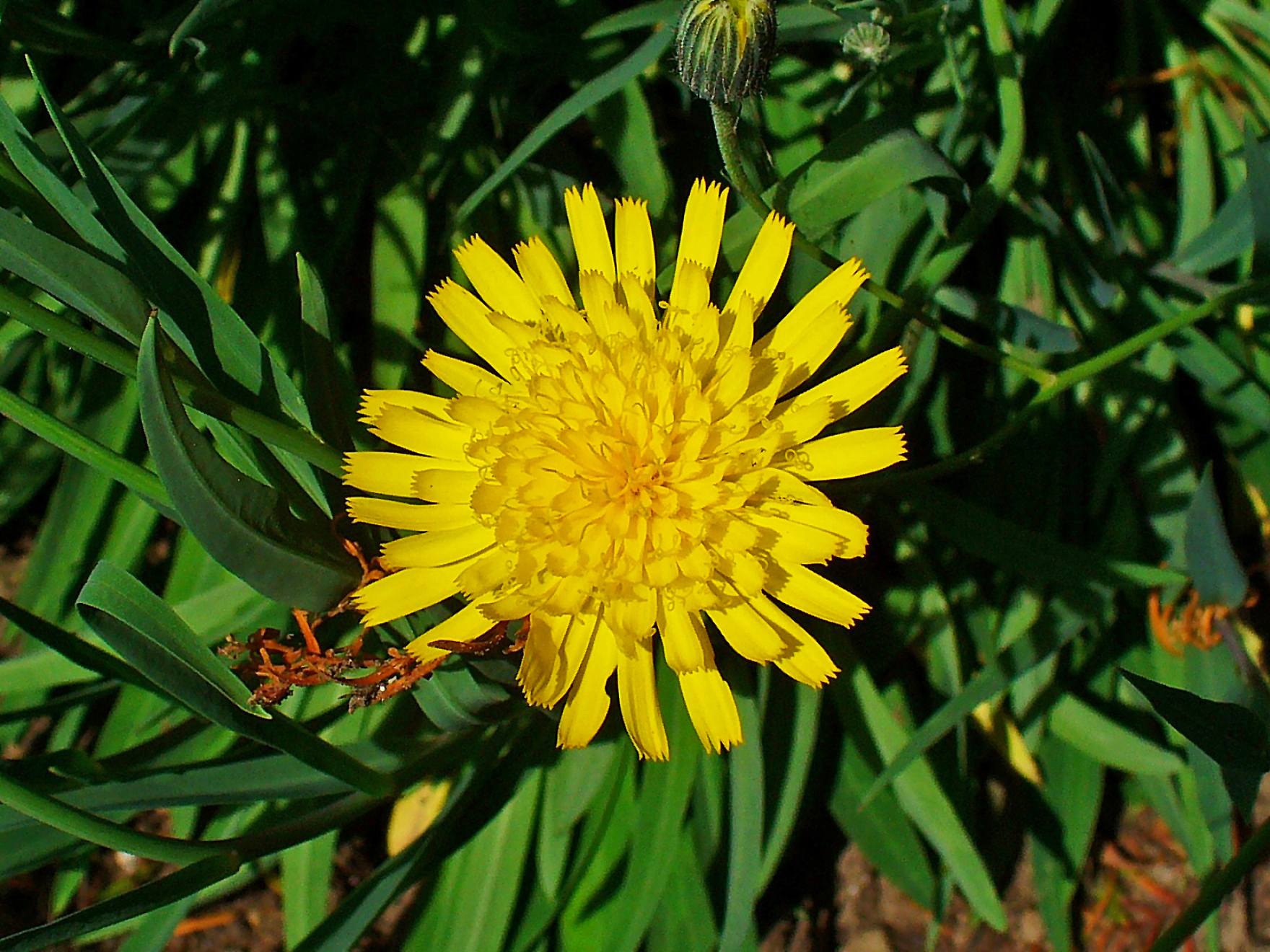
Hieracium bupleuroides

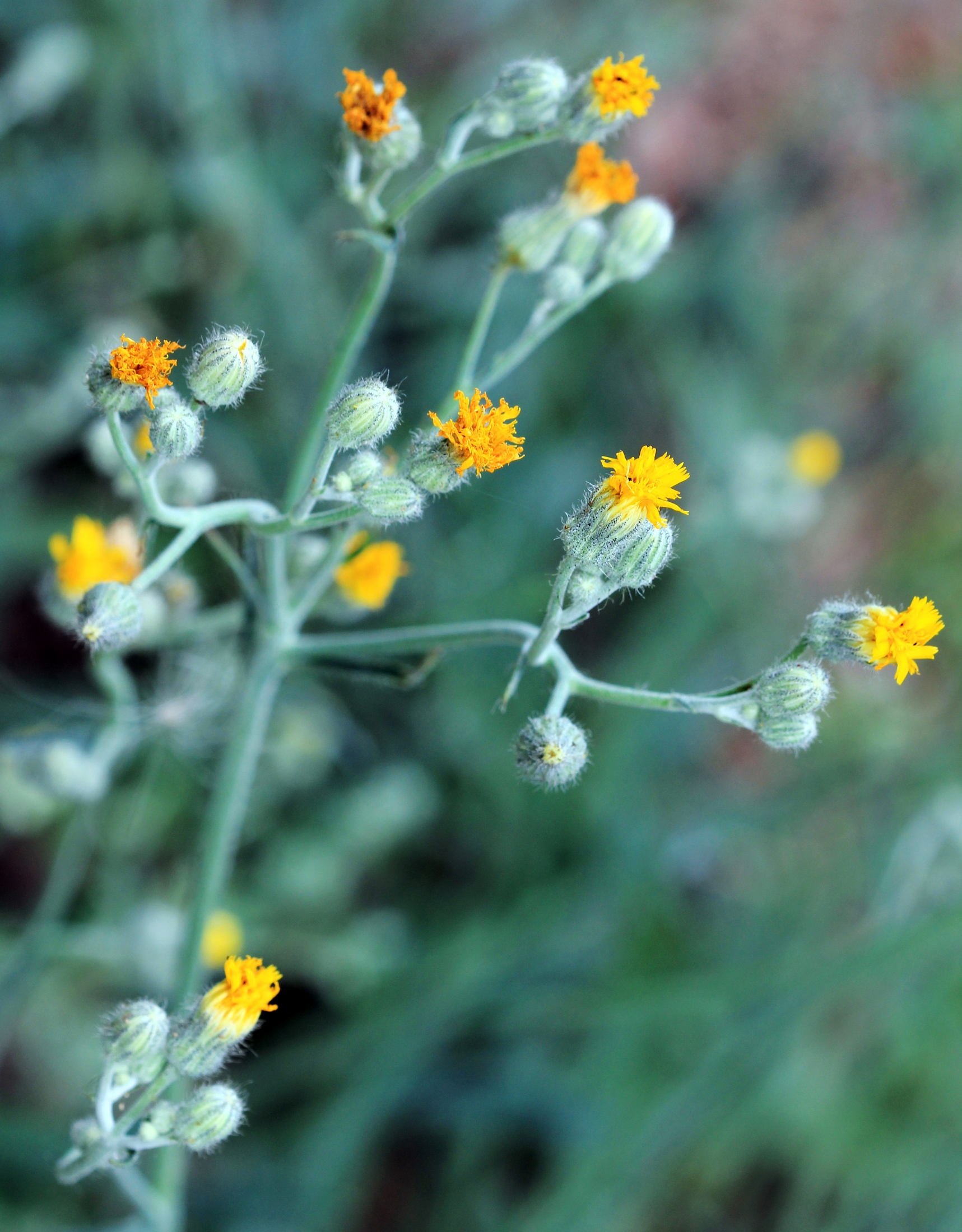
Hieracium echioides

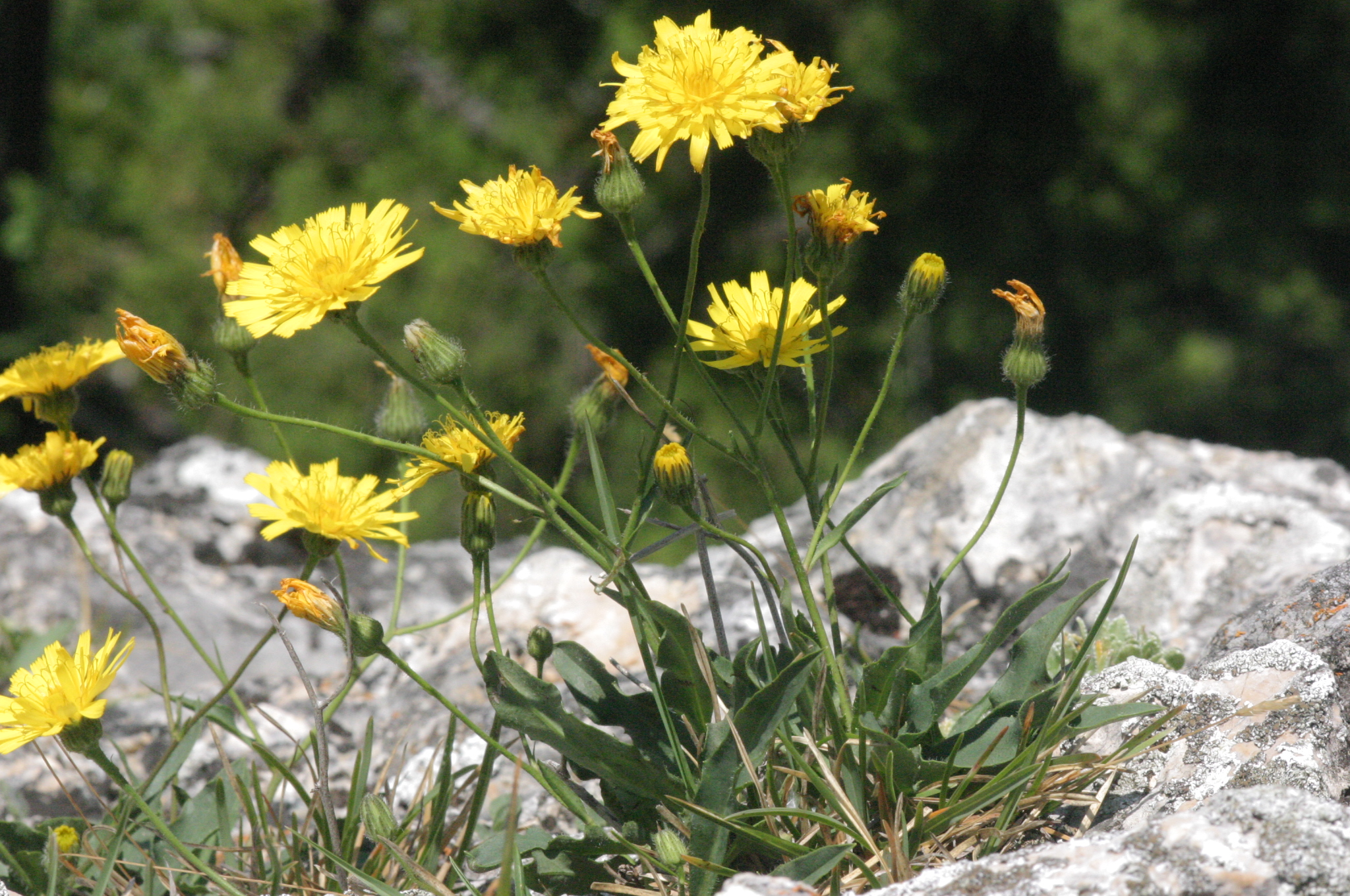
Hieracium humile

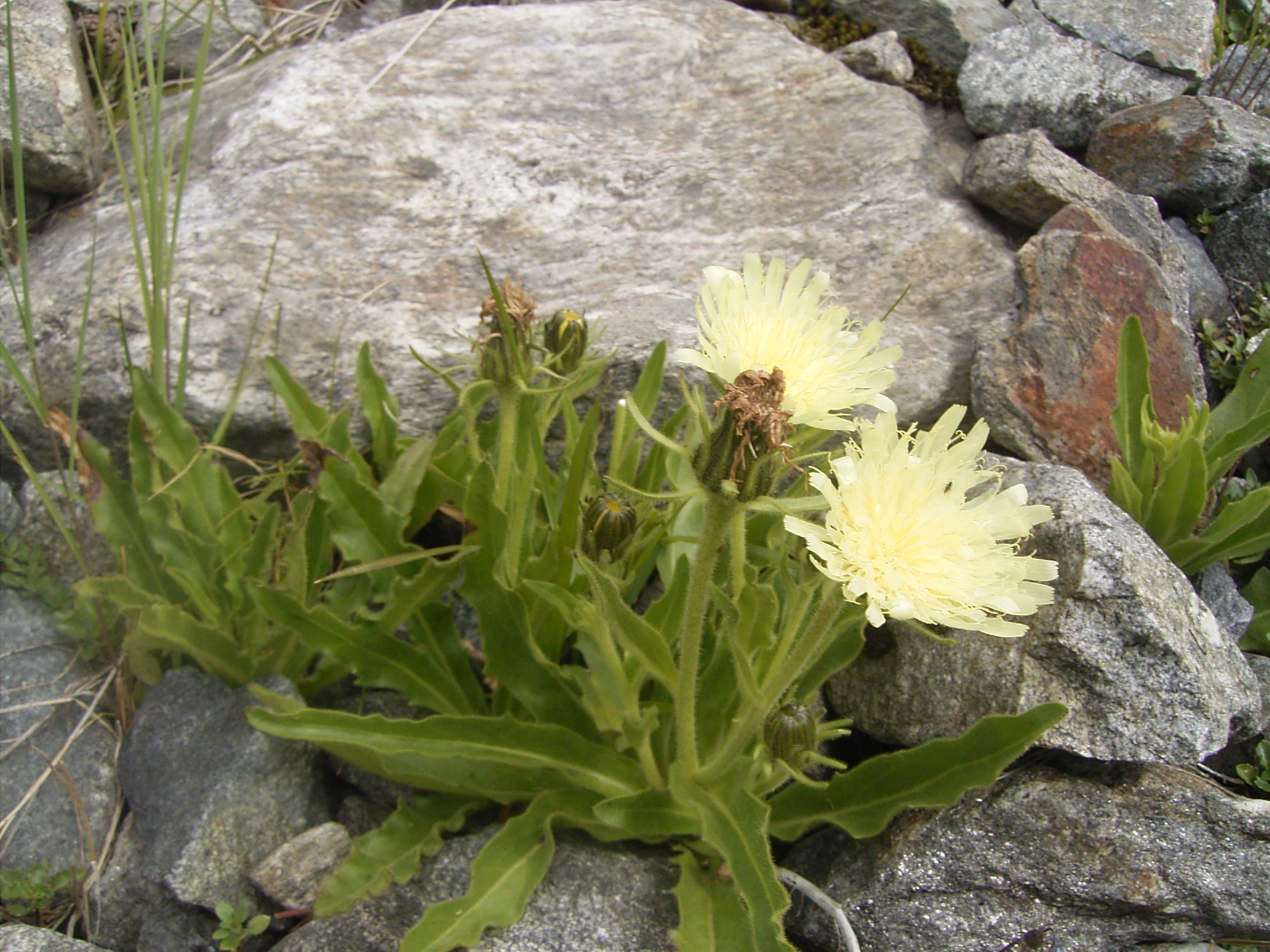
Hieracium intybaceum

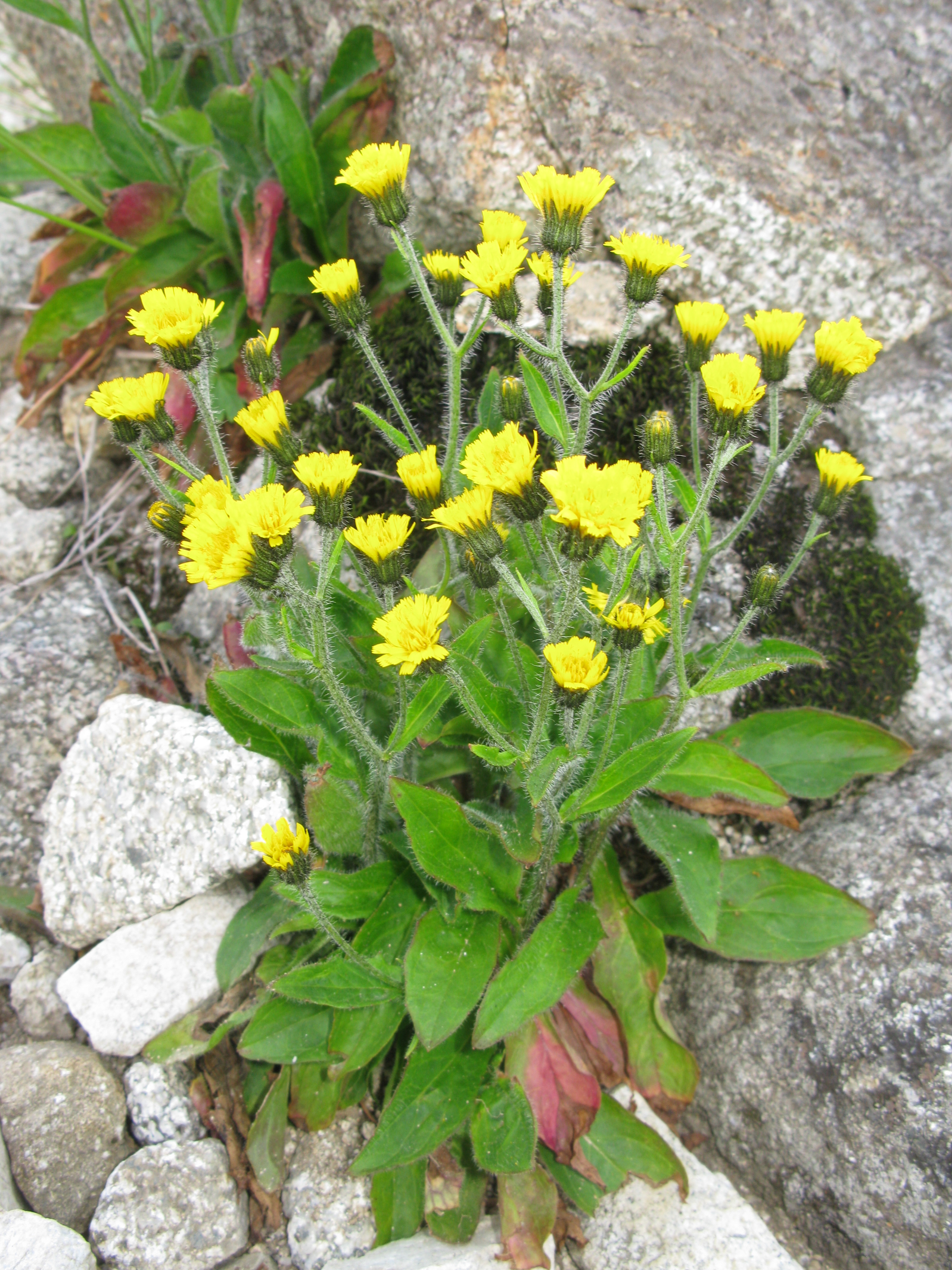
Hieracium japonicum

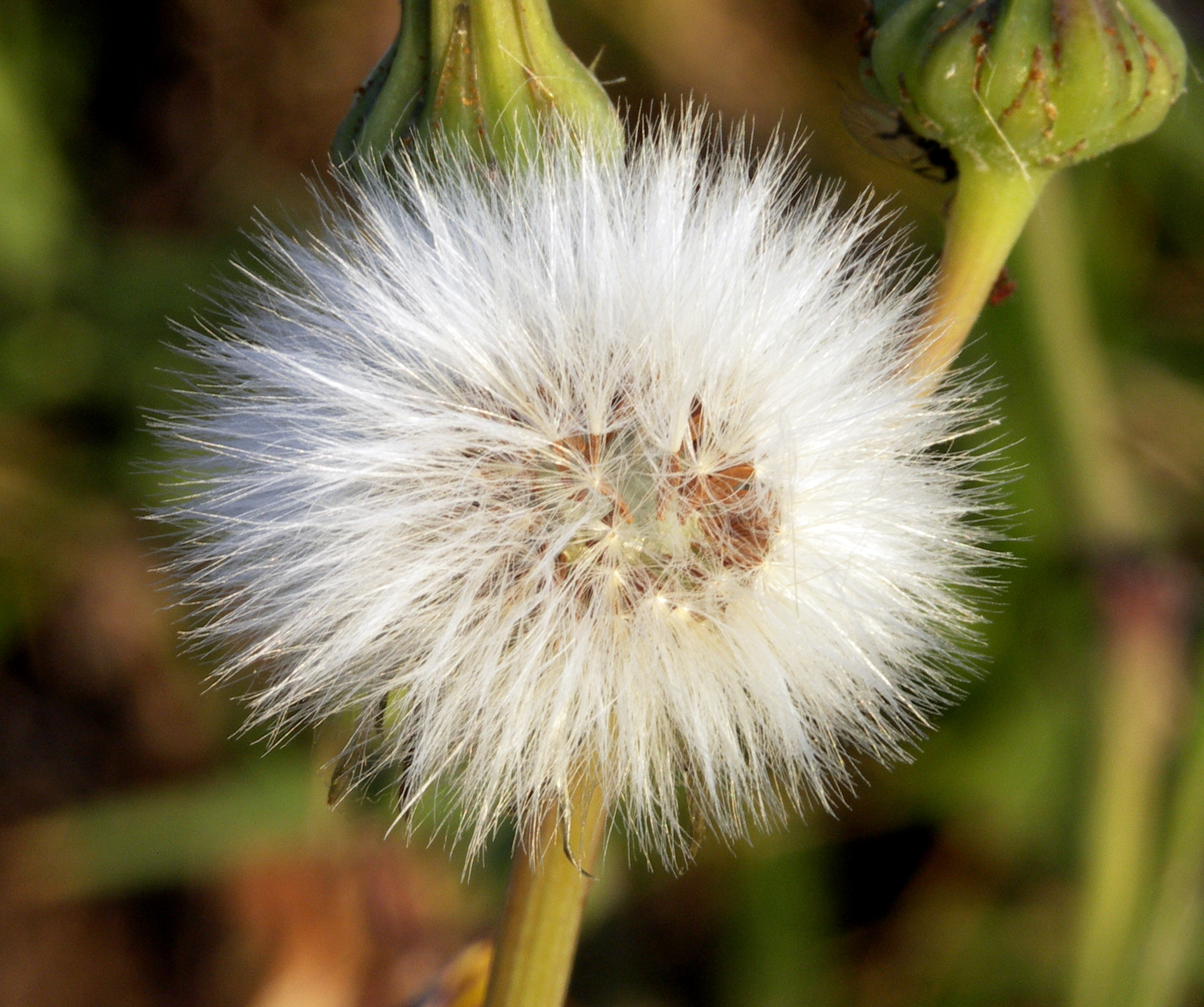
Hieracium lachenalii

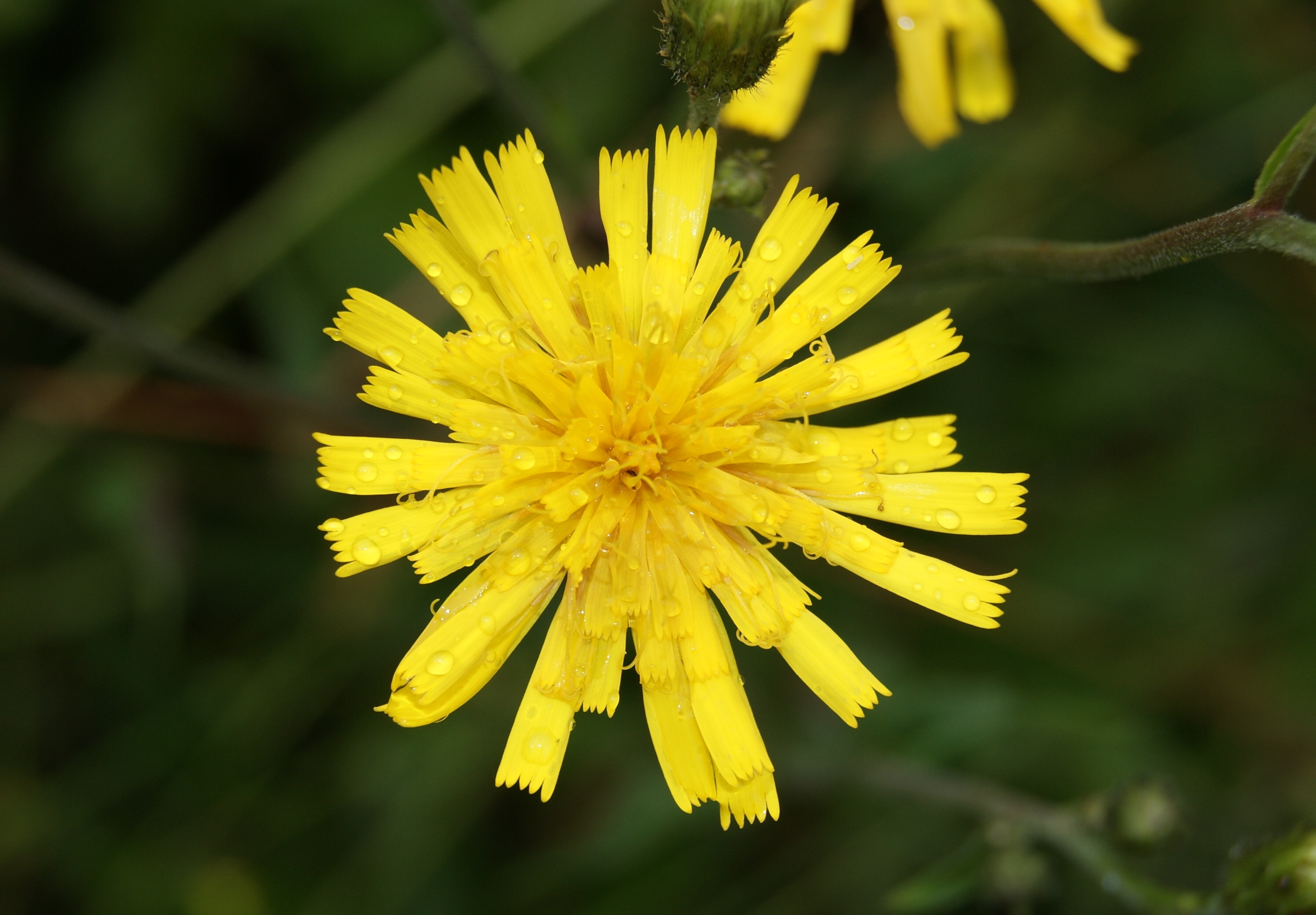
Hieracium laevigatum

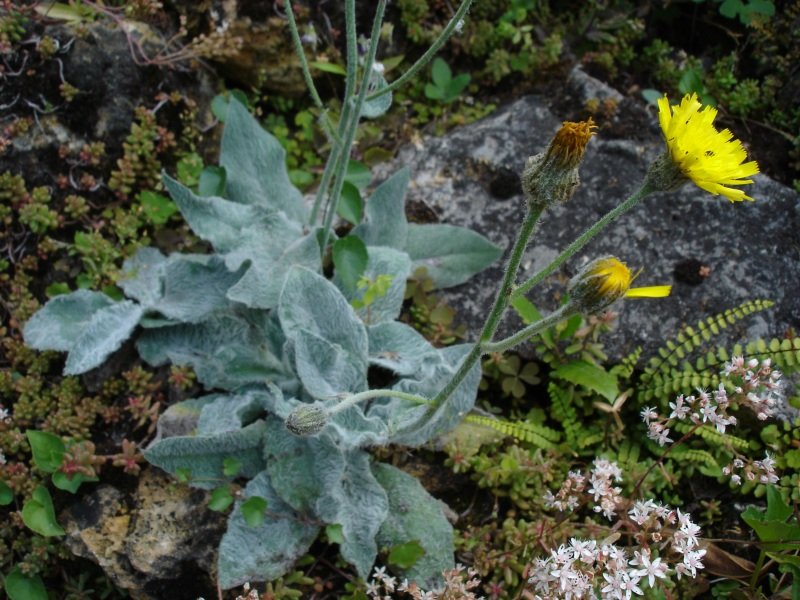
Hieracium lanatum

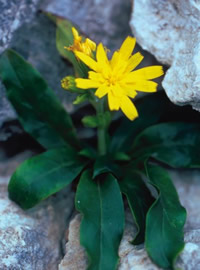
Hieracium lucidum

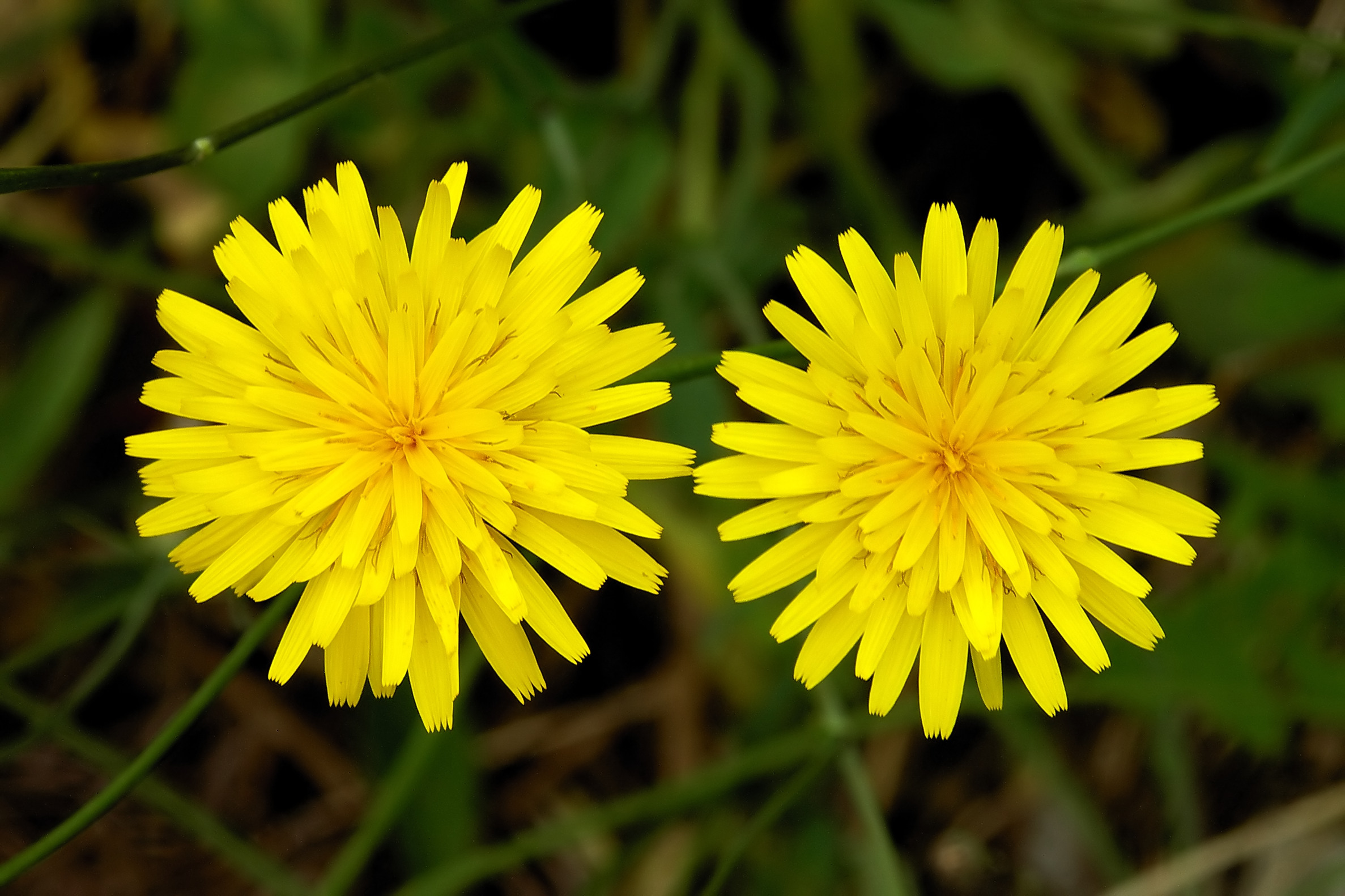
Hieracium murorum

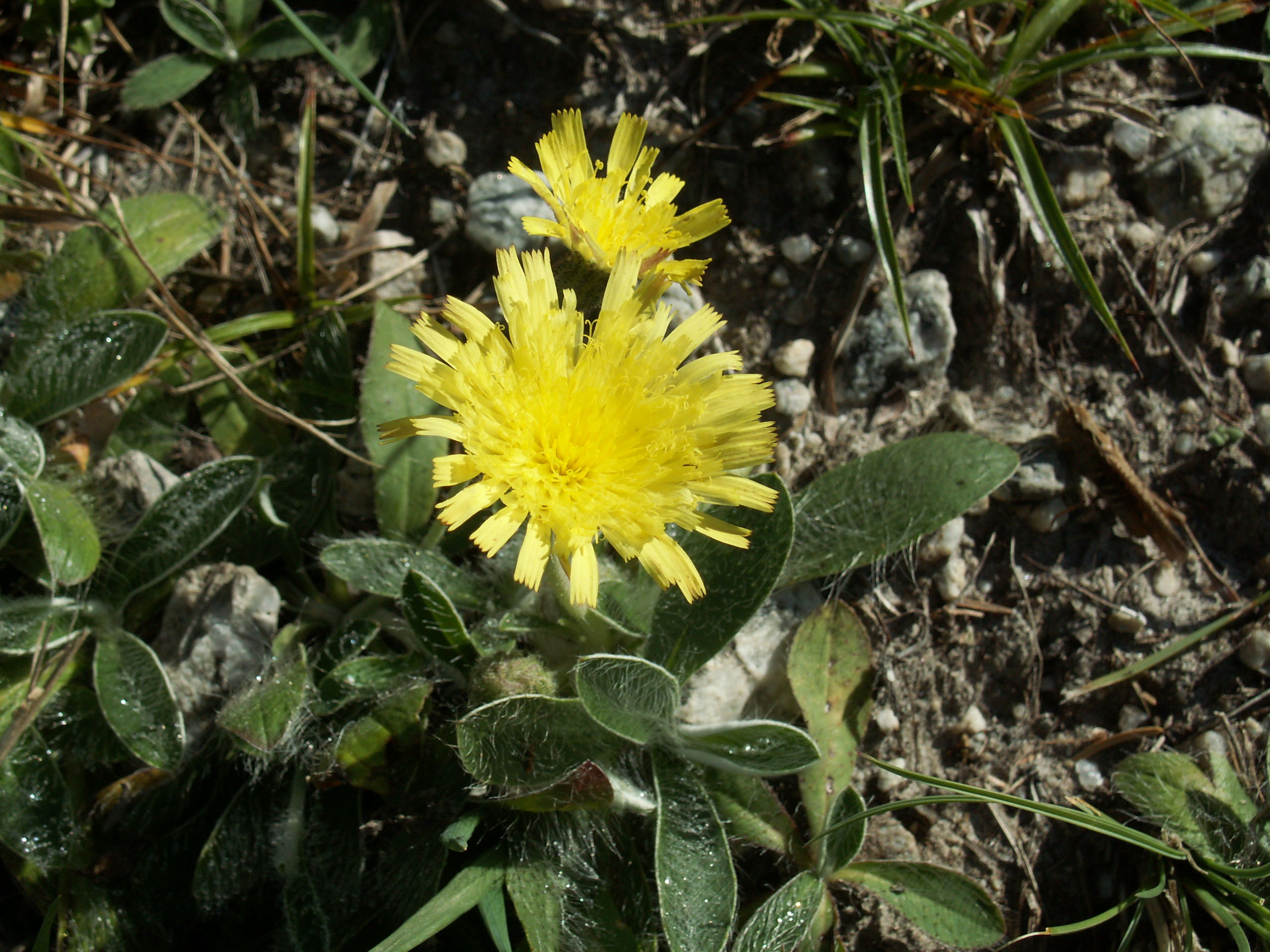
Hieracium peleterianum

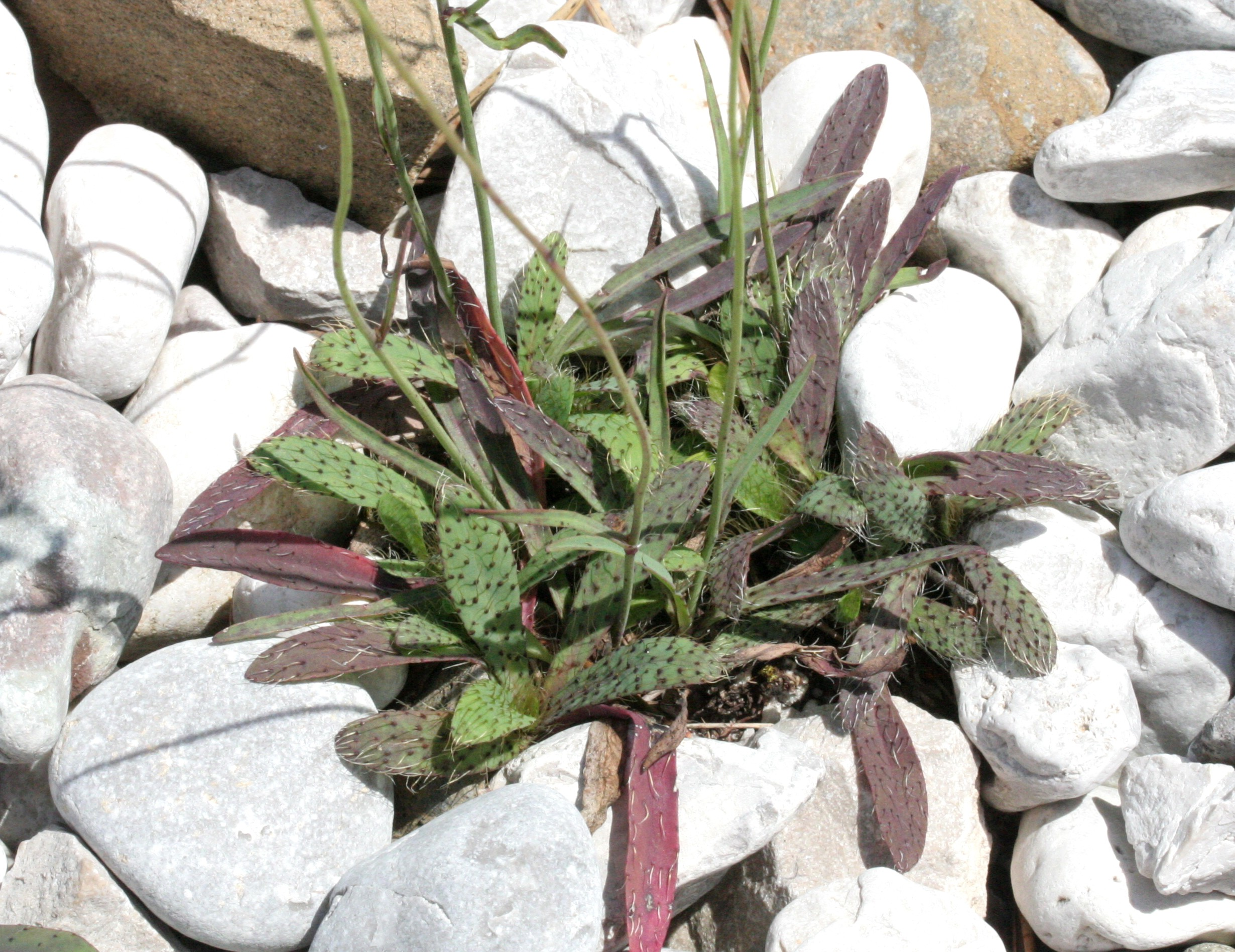
Pilosella piloselloides

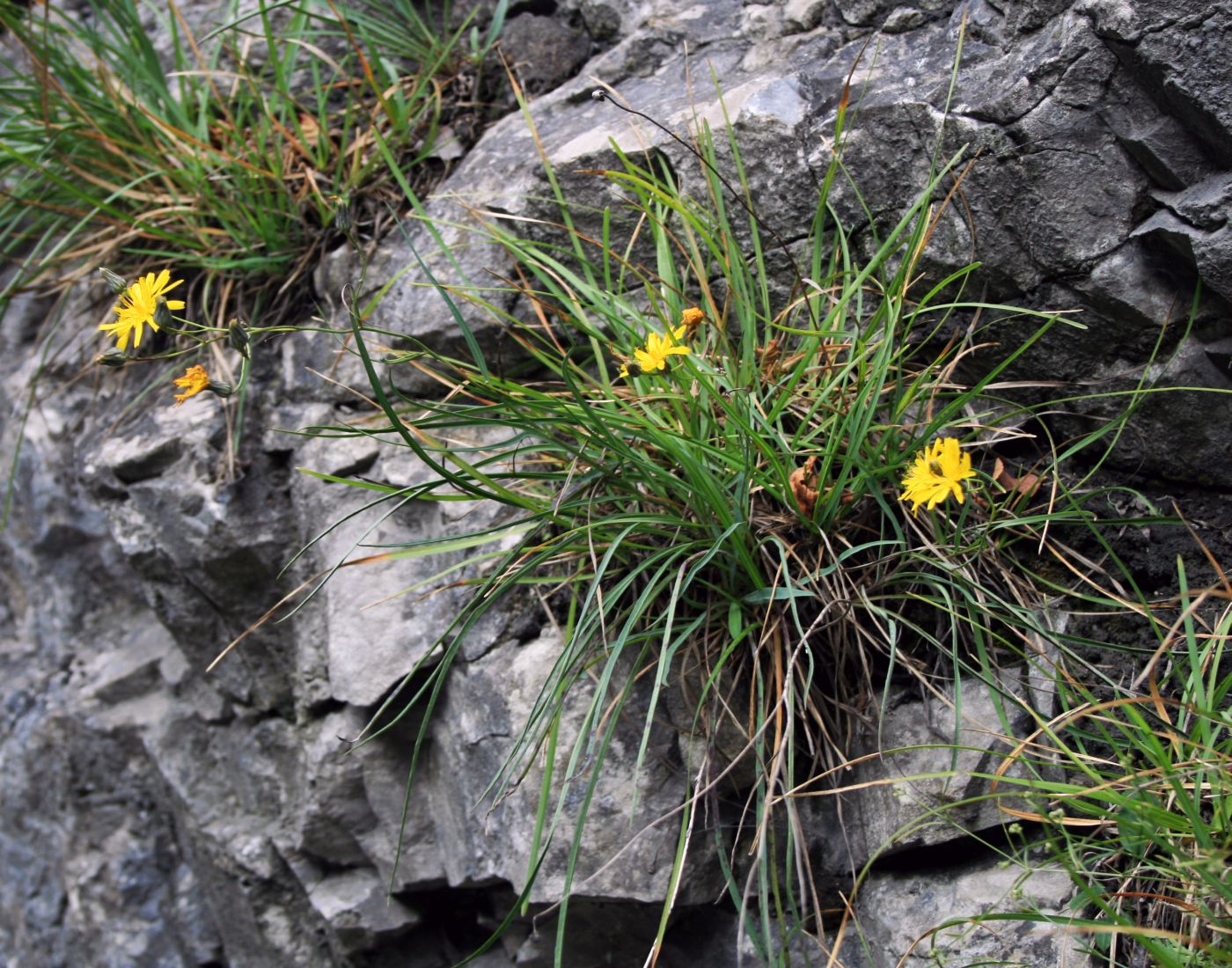
Hieracium porrifolium

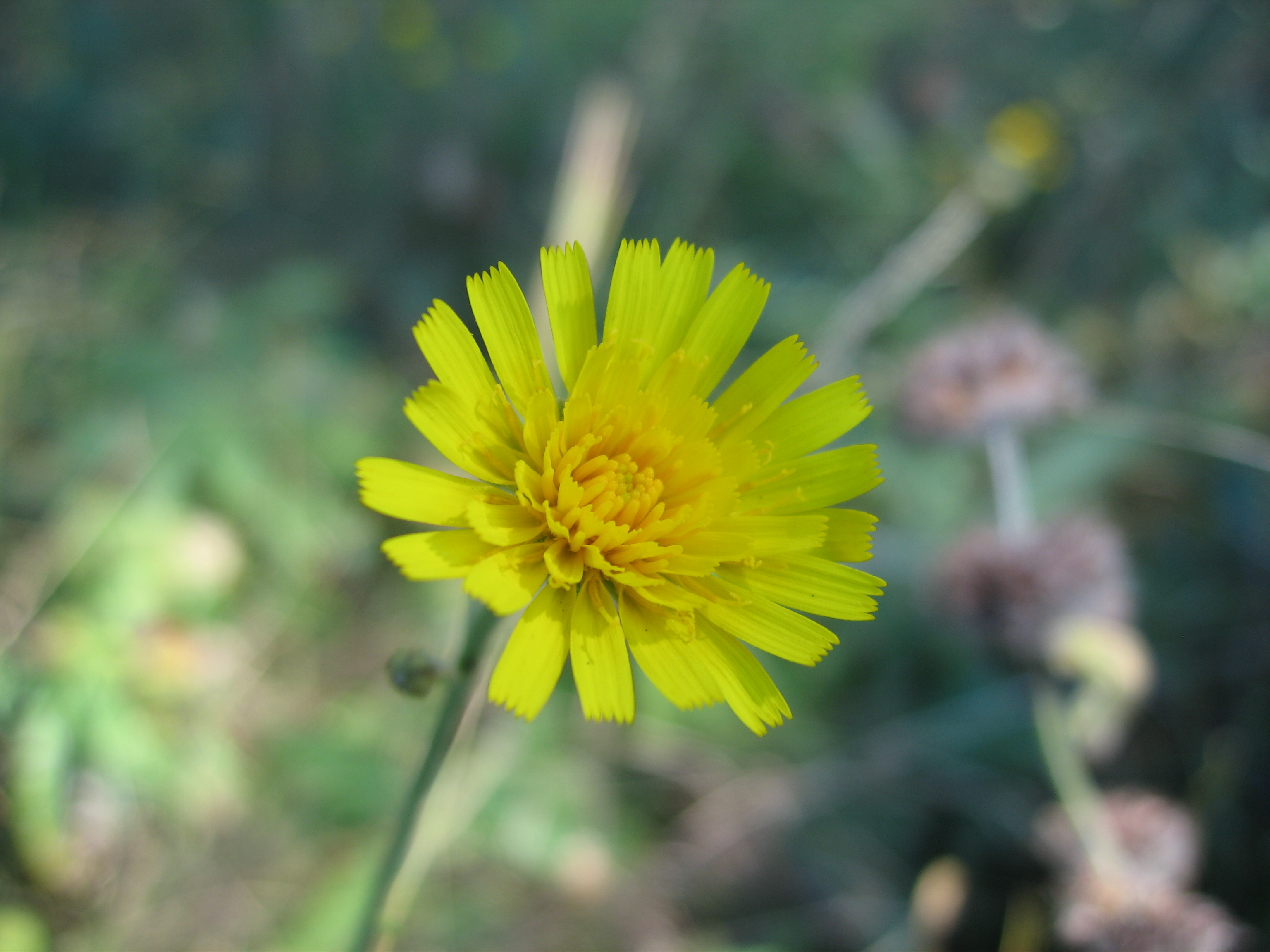
Hieracium sabaudum

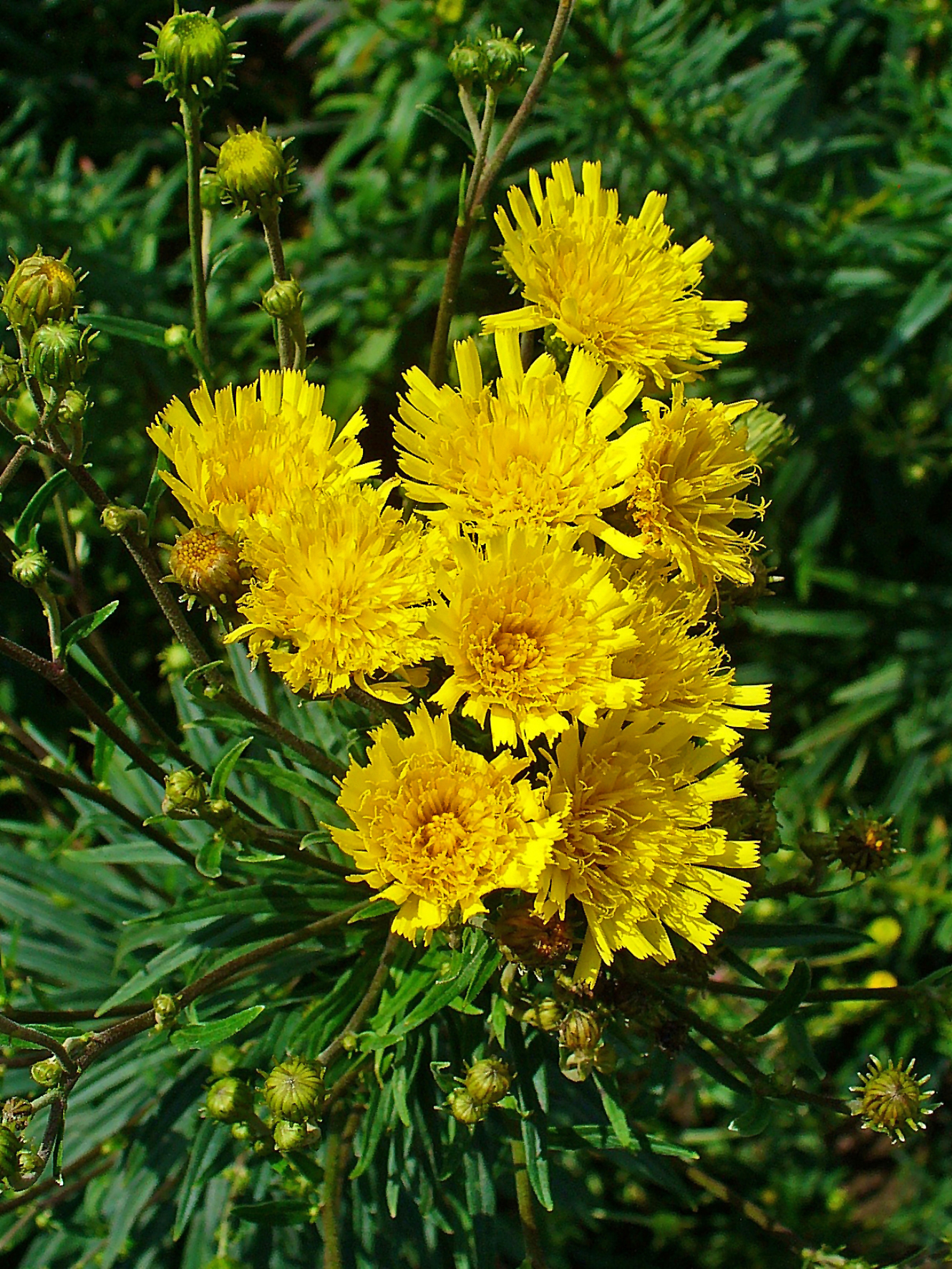
Hieracium umbellatum

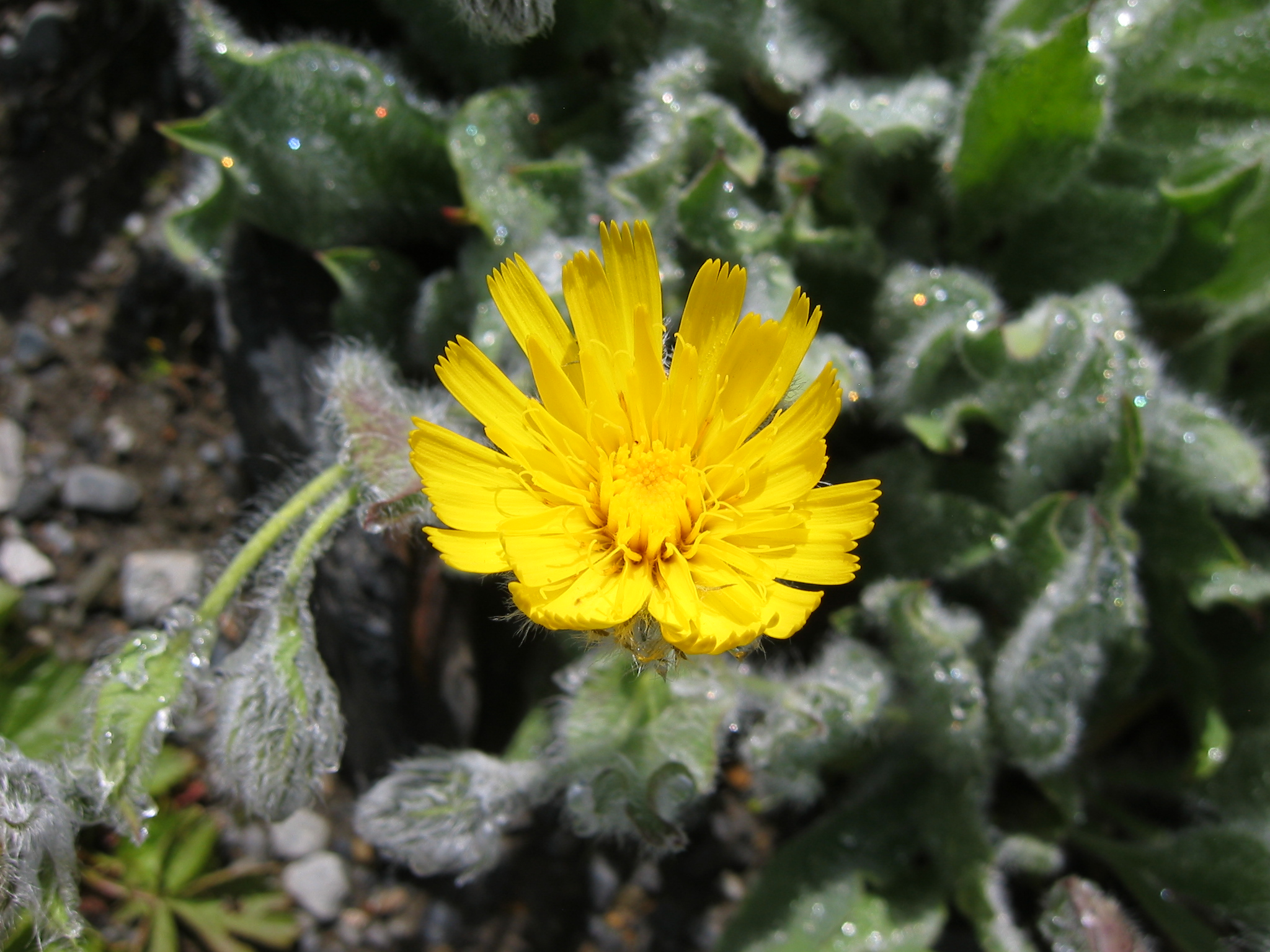
Hieracium villosum

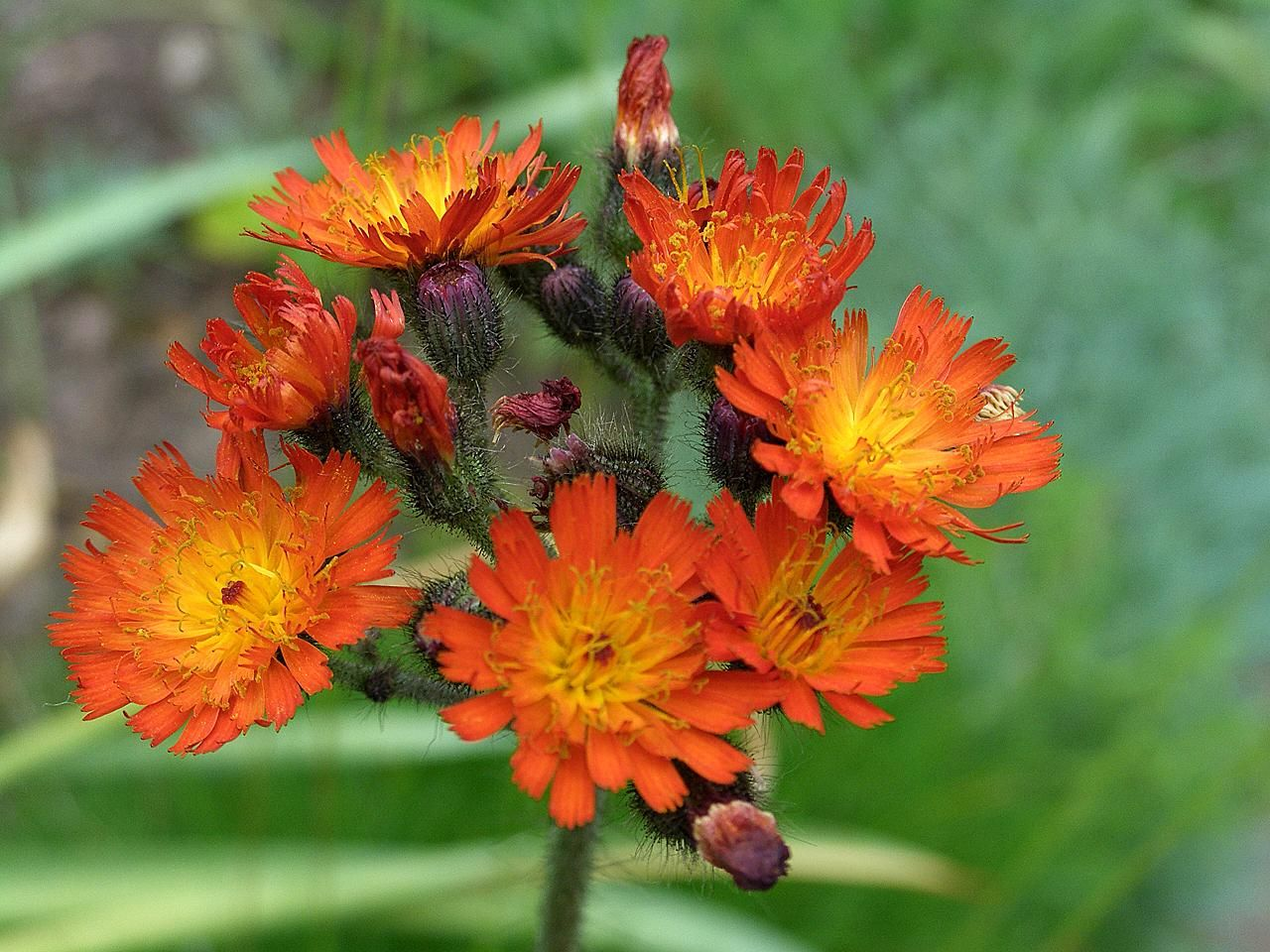
Hieracium aurantiacum

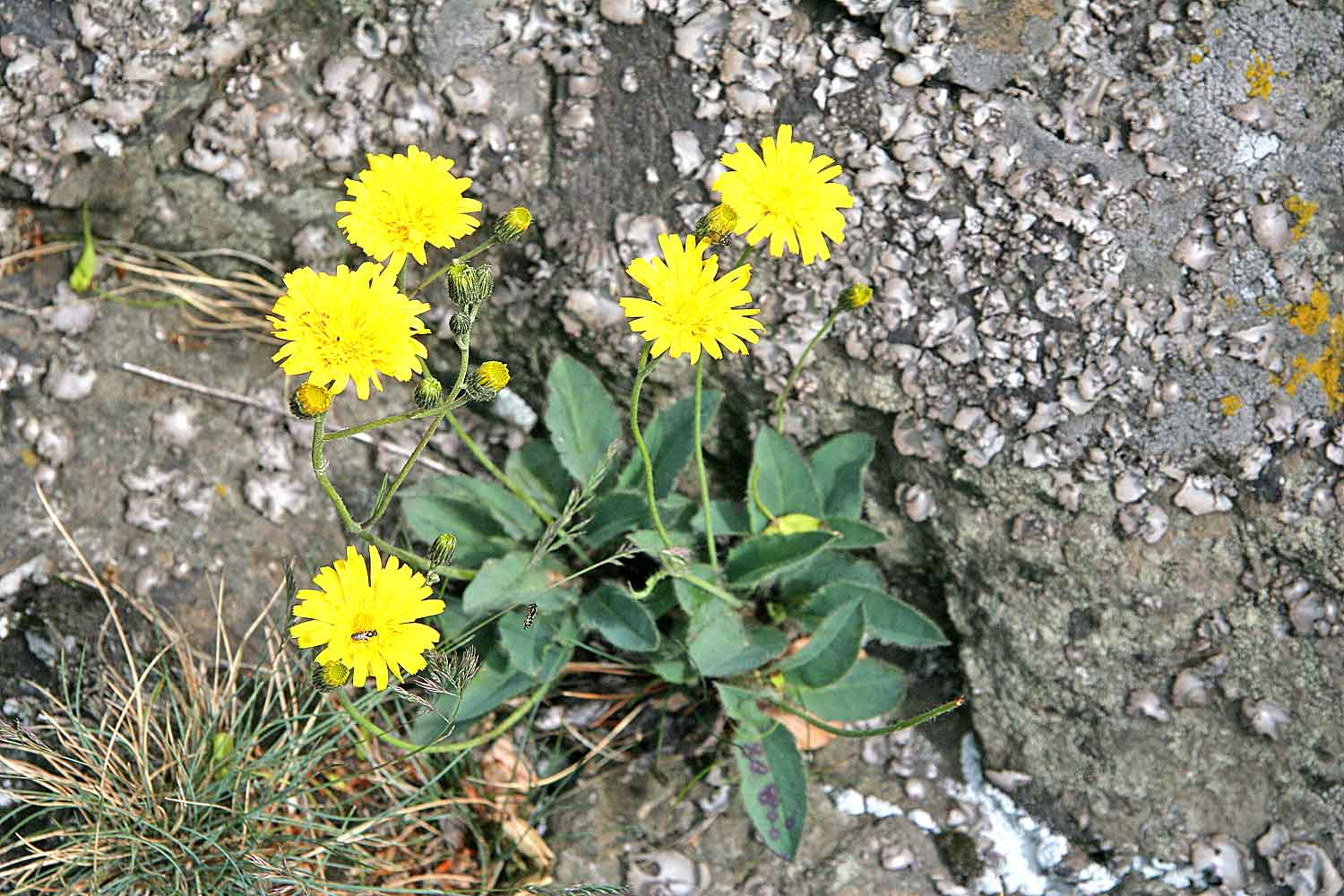
Hieracium pilosella

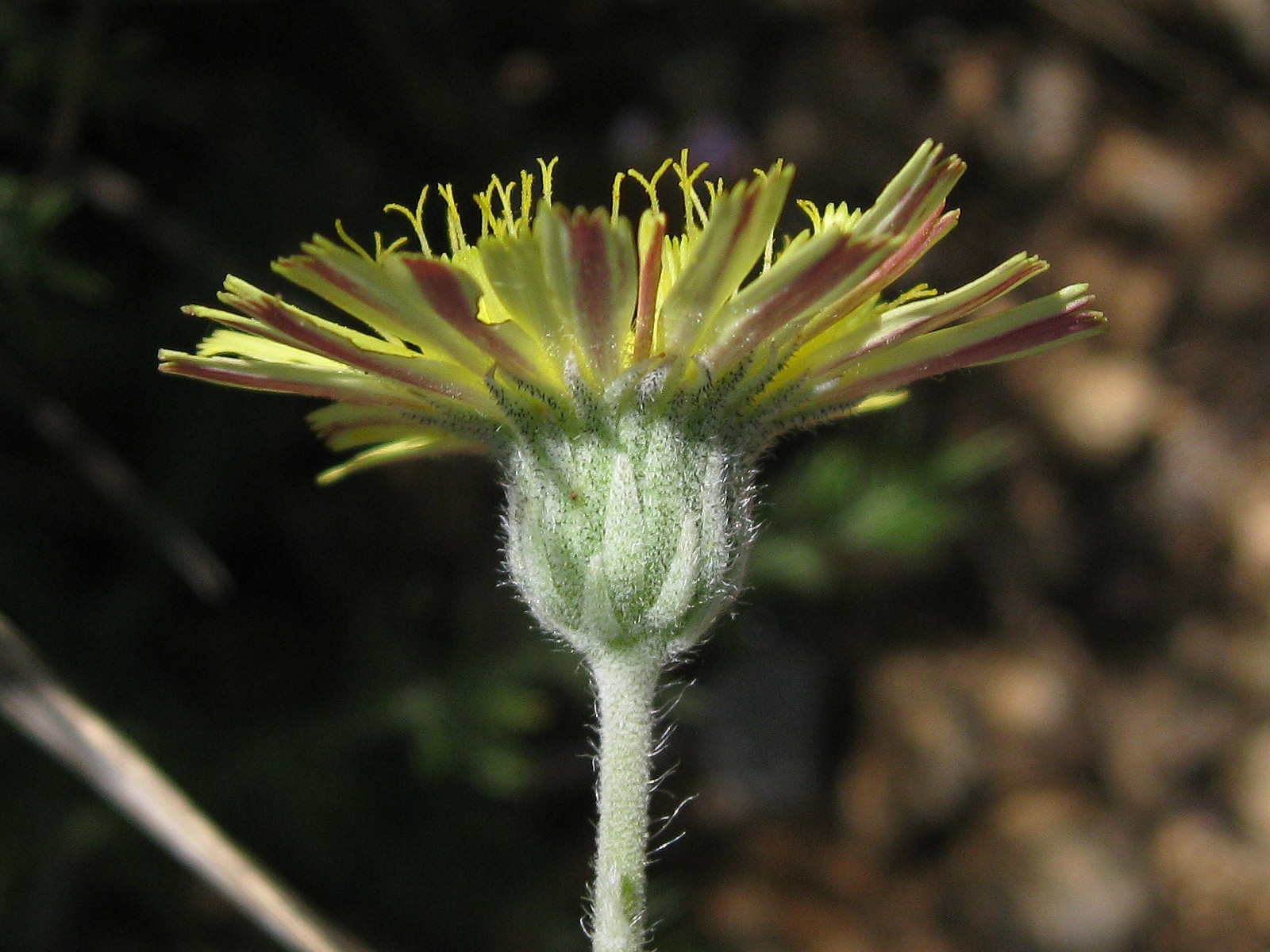
Hieracium tardans

- Hieracium acalephoides Arv.-Touv. & Gaut.
- Hieracium acamptum P.D.Sell & C.West
- Hieracium acanthodontoides Arv.-Touv. & Belli
- Hieracium acelidodes Omang
- Hieracium achalense Sleumer
- Hieracium acidodontum Dahlst.
- Hieracium acidolepis T.Tyler
- Hieracium acidophorum Omang
- Hieracium acidophyllum Ósk.
- Hieracium acidotoides (Dahlst.) Dahlst.
- Hieracium acidotum Dahlst.
- Hieracium acinacifolium Schljakov
- Hieracium acrogymnon (Malme) Üksip ex Schljakov
- Hieracium acroleucoides Dahlst.
- Hieracium acroleucum Stenstr.
- Hieracium acroscepes (Omang) Omang
- Hieracium acroxanthum (Sosn. & Zahn) Üksip ex Sennikov
- Hieracium acuminatifolium (Litv. & Zahn) Üksip ex Üksip
- Hieracium adakense Schljakov
- Hieracium adelum Üksip
- Hieracium adenocephalum (Sch.Bip.) Arv.-Touv.
- Hieracium adenoceps Wiinst.
- Hieracium adenoconum Sleumer
- Hieracium adenodermum Zahn
- Hieracium adenodontum Arv.-Touv. & Gaut.
- Hieracium adenophorum Scheele
- Hieracium adenophyton (Zahn) Zahn
- Hieracium adenozum (Omang) Omang
- Hieracium adjarianum Peter
- Hieracium adlerzii Almq. ex F.Hanb.
- Hieracium adspersum (Norrl.) Dahlst.
- Hieracium adunantidens Schljakov
- Hieracium aeolocephalum Omang
- Hieracium aepymetes Omang
- Hieracium aequalifolium Wiinst.
- Hieracium aequilibratum Omang
- Hieracium aequiserratum P.D.Sell
- Hieracium aestivum Fr.
- Hieracium agastophyes Ósk.
- Hieracium agathamthum (Rehmann) Czerep.
- Hieracium aggregatifoliium P.D.Sell
- Hieracium aggregatum Backh.f.
- Hieracium agronesaeum Üksip
- Hieracium aguilarii Pau
- Hieracium aguilellae Mateo
- Hieracium akjaurense Norrl.
- Hieracium alatavicum (Zahn) Üksip ex Zuckerw.
- Hieracium alatipes Wiinst.
- Hieracium alatum Lapeyr.
- Hieracium albanicum Freyn
- Hieracium albellipes (Schelk. & Zahn) Üksip ex Sennikov
- Hieracium alberti Schljakov
- Hieracium albidulum T.Durand & B.D.Jacks.
- Hieracium albiflorum Hook.
- Hieracium albipedunculatum Nägeli & Peter
- Hieracium albocostatum (Norrl.) Üksip ex Üksip
- Hieracium alejandrei Mateo
- Hieracium alfitodes Omang
- Hieracium alleghaniense Britton
- Hieracium alphostictum Dahlst.
- Hieracium alpinum L. – jastrzębiec alpejski
- Hieracium altaicum (Nägeli & Peter) Üksip
- Hieracium altipes (H.Lindb. ex Zahn) Üksip ex Schljakov
- Hieracium altipetens Omang
- Hieracium altum Wiinst.
- Hieracium amaurostictum W.Scott & R.C.Palmer
- Hieracium amblylobum Üksip
- Hieracium amnicola P.D.Sell
- Hieracium amoenanthes Nyár. & Zahn
- Hieracium amoenoarduum Üksip
- Hieracium amphichnoum Ósk.
- Hieracium amphileion (Pohle & Zahn) Üksip ex Üksip
- Hieracium amphisericophorum Zahn
- Hieracium amphitephrodes (Sosn. & Zahn) Üksip ex Sennikov
- Hieracium amplexicaule L. – jastrzębiec lepki
- Hieracium ampliatiforme P.D.Sell
- Hieracium ampliatum (W.R.Linton) Ley
- Hieracium amplificatum Dahlst.
- Hieracium amydrostictum P.D.Sell
- Hieracium ancarense Mateo
- Hieracium ancevii Szeląg
- Hieracium ancotum Omang
- Hieracium andrasovszkyi Zahn
- Hieracium andreanszkyanum F.Kováts
- Hieracium andurense Arv.-Touv.
- Hieracium anelctum Omang
- Hieracium anfractifolium Dahlst. ex Johanss.
- Hieracium anfractiforme E.S.Marshall
- Hieracium anglicum Fr.
- Hieracium anglorum P.D.Sell
- Hieracium anguinum (W.R.Linton) Roffey
- Hieracium angustatiforme P.D.Sell & C.West
- Hieracium angustatum Lindeb.
- Hieracium angusticranum Ósk.
- Hieracium angustiforme (Zahn) Nordh.
- Hieracium angustifrons Schljakov
- Hieracium angustilobatum Schljakov
- Hieracium angustisquamatum Schljakov
- Hieracium angustisquamum (Pugsley) Pugsley
- Hieracium angustum Lindeb.
- Hieracium annae-toutoniae Zahn
- Hieracium anochnoum Ósk.
- Hieracium anomodon Ósk.
- Hieracium antarcticum d'Urv.
- Hieracium antecursorum Schljakov
- Hieracium antennarioidiforme (Zahn) Üksip ex Sennikov
- Hieracium antholzense Zahn
- Hieracium apachyglossum Ósk.
- Hieracium aphanum Üksip
- Hieracium apheles P.D.Sell
- Hieracium aphyllocaule Ósk.
- Hieracium aphyllopodioides F.N.Williams
- Hieracium aphyllum Nägeli & Peter
- Hieracium apicicomum Omang
- Hieracium apicifolium Fagerstr.
- Hieracium apiculatidens P.D.Sell
- Hieracium apiculatum Tausch
- Hieracium apoloense Rusby
- Hieracium apoloensis Rusby
- Hieracium apricorum Dichtl
- Hieracium aquiliforme (Dahlst.) Dahlst.
- Hieracium aquitectum Ósk.
- Hieracium araeopum Omang
- Hieracium arctocerinthe Dahlst.
- Hieracium arctogeton (Zahn) Üksip ex Üksip
- Hieracium arctomurmanicum Schljakov
- Hieracium arcuatidens (Zahn) Üksip ex Schljakov
- Hieracium ardissonei Zahn
- Hieracium arevacorum Mateo
- Hieracium argaeolum Omang
- Hieracium argentarium T.Tyler
- Hieracium argentatum (Pugsley) P.D.Sell
- Hieracium argenteum Fr.
- Hieracium argentiforme P.D.Sell
- Hieracium argillaceoides (Litv. & Zahn) Üksip ex P.D.Sell & C.West
- Hieracium argospathum Wiinst.
- Hieracium argothrix Nägeli & Peter
- Hieracium argozum Omang
- Hieracium argutifolium Pugsley
- Hieracium argutum Nutt.
- Hieracium argyreum Arv.-Touv. & Gaut.
- Hieracium aristidens P.D.Sell
- Hieracium arlbergense Murr
- Hieracium armadalense P.D.Sell
- Hieracium armeniacum (Nägeli & Peter) Üksip ex Kotov
- Hieracium armerioides Arv.-Touv.
- Hieracium arnarfellense Ósk.
- Hieracium arnedianum Mateo & Alejandre
- Hieracium arolae (Murr) Zahn
- Hieracium arpadianum Zahn
- Hieracium arragonense Scheele
- Hieracium arranense P.D.Sell
- Hieracium arrectipes Almq. ex Elfstr.
- Hieracium arrectum Jord.
- Hieracium arrostocephalum Omang
- Hieracium arvonense P.D.Sell
- Hieracium ascendentidens P.D.Sell
- Hieracium asenovgradense Jasiewicz & Pawł.
- Hieracium asiaticum Nägeli & Peter
- Hieracium askii T.Tyler
- Hieracium asperrimum D.Don
- Hieracium asperulum Freyn
- Hieracium asplundii Sleumer
- Hieracium asteridiophyllum P.D.Sell & C.West
- Hieracium astibes Üksip
- Hieracium astroadenium Sleumer
- Hieracium asymmetricum Schljakov
- Hieracium atalum (Omang) Omang
- Hieracium atelodon (Omang) Omang
- Hieracium aterrimum Hyl.
- Hieracium atratulum Norrl.
- Hieracium atratum Fr. – jastrzębiec żałobny
- Hieracium atrellum (Zahn) Üksip ex Üksip
- Hieracium atriceps Wiinst.
- Hieracium atrichocephalum (Dahlst.) Dahlst.
- Hieracium atricholepium Ósk.
- Hieracium atricollum Schljakov
- Hieracium atriglandulosum P.D.Sell
- Hieracium atriplicifolium Schljakov
- Hieracium atrocephalum Schmalh.
- Hieracium atropictum Arv.-Touv. & Gaut.
- Hieracium attenuatifolium P.D.Sell & C.West
- Hieracium attractum Arv.-Touv.
- Hieracium auratiflorum Pugsley
- Hieracium aureiceps Norrl. ex Schljakov
- Hieracium aurense Zahn
- Hieracium auricula Leers
- Hieracium auriculiforme Panc. & Vis.
- Hieracium australe Fr.
- Hieracium australius (Beeby) Pugsley
- Hieracium austroslavicum K.Malý & Zahn
- Hieracium austurgilense (Omang) Omang
- Hieracium avellense Mateo & Alejandre
- Hieracium avilae Kunth
- Hieracium axaticum Arv.-Touv. & Gaut.
- Hieracium axillifrons Ósk.
- Hieracium aymericianum Arv.-Touv.
- Hieracium azerbaijanense Lack
- Hieracium babcockii Zahn
- Hieracium backhousei F.Hanb.
- Hieracium baenitzianum Arv.-Touv.
- Hieracium bakerianum Pugsley
- Hieracium bakurianense (Fomin & Zahn) Üksip ex Sennikov
- Hieracium balbisianum Arv.-Touv. & Briq.
- Hieracium barbelliceps Wiinst.
- Hieracium barbulare Zahn
- Hieracium barbulatulum (Pohle & Zahn) Elfstr.
- Hieracium barbulatum Arv.-Touv. & Gaut.
- Hieracium barduliense Mateo & Alejandre
- Hieracium basalticola Pugsley
- Hieracium basicrinum (Zahn) Roffey
- Hieracium basifloccum Jasiewicz & Pawł.
- Hieracium basilare Wiinst.
- Hieracium basipinnatum (Omang) Grøntved
- Hieracium bastrerianum Zahn
- Hieracium bathycephalum Elfstr.
- Hieracium bauhini Besser – jastrzębiec Bauhina
- Hieracium beamanii B.L.Turner
- Hieracium beckianum Gremli
- Hieracium beebyanum Pugsley
- Hieracium belogradcense T.Georgiev & Kitanov
- Hieracium belonodontum (Dahlst.) Omang
- Hieracium bembicophorum Hylander
- Hieracium benzianum Murr & Zahn
- Hieracium berganum Arv.-Touv.
- Hieracium bernardi Rouy
- Hieracium bertisceum Niketić
- Hieracium beschtaviciforme Üksip
- Hieracium beschtavicum (Litv. & Zahn) Üksip ex Sennikov
- Hieracium bettyhillense P.D.Sell
- Hieracium beyeri Zahn
- Hieracium bichloricolor (Ganesch. & Zahn) Üksip ex Sennikov
- Hieracium bicknellianum Belli & Arv.-Touv.
- Hieracium bicolor Scheele
- Hieracium bifidum Ser. ex Froel. – jastrzębiec siny
- Hieracium bifurcatum Hort. ex Tausch
- Hieracium bifurcum Schur – jastrzębiec rozwidlony
- Hieracium bimanum Norrl.
- Hieracium bipediforme Dahlst.
- Hieracium bjeluschae K.Malý & Zahn
- Hieracium blancii J.Serres
- Hieracium bocconei Griseb.
- Hieracium bohatschianum Zahn
- Hieracium boixarense Pau
- Hieracium bolanderi A.Gray
- Hieracium boliviense (Wedd.) Sch.Bip.
- Hieracium bombycinum Boiss. & Reut. ex Rchb.f.
- Hieracium boreale Kitt. ex Walp.
- Hieracium borealiforme P.D.Sell & C.West
- Hieracium boreoanglicum P.D.Sell
- Hieracium boreoapenninum Gottschl.
- Hieracium bornetii Burnat & Gremli
- Hieracium borragineum Arv.-Touv. & Gaut.
- Hieracium borreri Syme
- Hieracium borsanum Zahn ex Mráz
- Hieracium borshomiense Üksip
- Hieracium borzae Nyár. & Zahn
- Hieracium bosniacum Freyn
- Hieracium boswellii E.F.Linton
- Hieracium botniense Brenner
- Hieracium botrychodes (Zahn) Üksip
- Hieracium bourgaei Boiss.
- Hieracium brachiatum Bert. ex DC. – jastrzębiec ramienisty
- Hieracium brachypodarium Dahlst.
- Hieracium bracteolatum Sibth. & Sm.
- Hieracium braunianum Chenevard & Zahn
- Hieracium breacense P.D.Sell
- Hieracium breadalbanense F.Hanb.
- Hieracium breazense Nyár.
- Hieracium breconense P.D.Sell
- Hieracium breconicola P.D.Sell
- Hieracium breve Beeby
- Hieracium brevifolium Tausch
- Hieracium brevilanosum Degen & Zahn
- Hieracium brevipilum Greene
- Hieracium brigantum (F.Hanb.) Roffey
- Hieracium britanniciforme Pugsley
- Hieracium britannicoides P.D.Sell
- Hieracium britannicum F.Hanb.
- Hieracium briziflorum Arv.-Touv.
- Hieracium brotheri Norrl.
- Hieracium bucovinense Prodan
- Hieracium bucuranum Nyár.
- Hieracium bupleurifolioides (Zahn) Üksip ex Kotov
- Hieracium bupleuroides bellarf. ex Willd. – jastrzębiec przewiertniowaty
- Hieracium burkartii Sleumer
- Hieracium burnatii Burnat & Gremli
- Hieracium burserianum Arv.-Touv.
- Hieracium cabreranum Arv.-Touv.
- Hieracium cacrayense Zahn
- Hieracium cacuminatum (Dahlst.) Johanss.
- Hieracium cacuminum (Ley) Ley
- Hieracium caesariatellum (Omang) Omang
- Hieracium caesiifloroides Üksip
- Hieracium caesiogenum Woł. & Zahn
- Hieracium caesioides Arv.-Touv.
- Hieracium caesionigrescens Dahlst.
- Hieracium caesiopellitum Johanss.
- Hieracium caesiopilosum Pugsley
- Hieracium caesitiifolium Norrl.
- Hieracium caesitium (Norrl.) Brenner
- Hieracium caesium (Fr.) Fr. – jastrzębiec modry
- Hieracium caespiticola Norrl.
- Hieracium cajanderi Norrl.
- Hieracium calatharium Johanss.
- Hieracium calcareum Bernh. ex Hornem.
- Hieracium calcaricola (F.Hanb.) Roffey
- Hieracium calcogeton (Zahn) Greuter
- Hieracium caledonicum F.Hanb.
- Hieracium calenduliflorum Backh.f.
- Hieracium callichlorum Litv. & Zahn
- Hieracium callistophyllum F.Hanb.
- Hieracium calocymum Zahn
- Hieracium calophyllomorphum O.Behr & al.
- Hieracium calophyllum R.Uechtr.
- Hieracium calvum P.D.Sell & D.J.Tennant
- Hieracium cambricogothicum Pugsley
- Hieracium cambricum (Baker) F.Hanb.
- Hieracium camkorijense Zahn
- Hieracium camptopetalum (F.Hanb.) P.D.Sell & C.West
- Hieracium candelabrae W.R.Linton
- Hieracium candidum Scheele
- Hieracium canescens Link
- Hieracium caniceps Norrl.
- Hieracium canipes Dahlst.
- Hieracium canitiosum (Dahlst.) Brenn.
- Hieracium cantalicum Lamotte
- Hieracium cantianum F.Hanb.
- Hieracium cardiobasis (Zahn) Üksip
- Hieracium cardiophyllum Jord. ex Sudre
- Hieracium carenorum F.Hanb.
- Hieracium carinthiostiriacum J.Vetter & Zahn
- Hieracium carneddorum Pugsley
- Hieracium carneum Greene
- Hieracium carolinianum Fr.
- Hieracium carpathicola (Nägeli & Peter) Czerep.
- Hieracium carpathicum Besser – jastrzębiec karpacki
- Hieracium carpetanum Willk.
- Hieracium catamarcense Sleumer
- Hieracium cataponum Omang
- Hieracium catenatum Sennikov
- Hieracium catoxylepis Omang
- Hieracium caucasiense Arv.-Touv. ex Arv.-Touv.
- Hieracium caurii Üksip
- Hieracium cavallense Gottschl.
- Hieracium cavanillesianum Arv.-Touv. & Gaut.
- Hieracium cavillieri Zahn
- Hieracium centripetale F.Hanb.
- Hieracium cephalochnoum Ósk.
- Hieracium cephalotes Arv.-Touv.
- Hieracium ceramotum Dahlst.
- Hieracium cercidotelmatodes Üksip
- Hieracium cerdanum Arv.-Touv.
- Hieracium cereolinum (Norrl.) Üksip ex Üksip
- Hieracium cerinthiforme Backh. ex F.Hanb.
- Hieracium cerinthoides Gouan
- Hieracium cernagorae Zahn
- Hieracium chaboissaei Arv.-Touv.
- Hieracium chacoense (Zahn) Sleumer
- Hieracium chaetolepis Ósk.
- Hieracium chaetophyllum Ósk.
- Hieracium chaetothyrsoides (Zahn) Üksip ex Sennikov
- Hieracium chaetothyrsum (Litv. & Zahn) Üksip ex Sennikov
- Hieracium chaixianum Arv.-Touv. & Gaut.
- Hieracium chalasinense Zahn
- Hieracium chalcidicum Boiss. & Heldr.
- Hieracium chamaeadenium Oborny & Zahn
- Hieracium chamaecephalum Ósk.
- Hieracium chamaecerinthe Arv.-Touv. & Gaut.
- Hieracium chamaeodon Ósk.
- Hieracium chamar-dabanense N.N.Tupitsȳna
- Hieracium charactophyllum Omang
- Hieracium charitodon P.D.Sell
- Hieracium chasmataeum Omang
- Hieracium chaunocymum (Rehmann) Czerep.
- Hieracium cheirifolium Boiss. & Hausskn. ex Boiss.
- Hieracium chibinense Schljakov
- Hieracium chibinicola Schljakov
- Hieracium chilense Less.
- Hieracium chloranthum Pugsley ex P.D.Sell
- Hieracium chlorelliceps Norrl. ex Üksip
- Hieracium chlorelloides (Zahn) Zahn
- Hieracium chlorellum Norrl.
- Hieracium chlorifolium Arv.-Touv.
- Hieracium chlorinum Sennikov
- Hieracium chlorobracteum Degen & Zahn
- Hieracium chlorocephalum R.Uechtr. – jastrzębiec zielonokoszyczkowy
- Hieracium chlorolepidotum Ósk.
- Hieracium chlorolomiceps T.Tyler
- Hieracium chloromaurum Johanss.
- Hieracium chloropannosum Zahn
- Hieracium chlorophilum (Koslovsky & Zahn) Üksip ex Sennikov
- Hieracium chlorophyton Hayek
- Hieracium chloropsis Gren. & Godr.
- Hieracium chondrillaefolium Fr. – jastrzębiec chondrillolistny
- Hieracium chordum Ósk.
- Hieracium christianbernardii de Retz
- Hieracium christianense Dahlst. ex Stenstr.
- Hieracium chromolepium (Zahn) Kem.-Nath.
- Hieracium chrysocladium Ósk.
- Hieracium chrysolorum P.D.Sell & C.West
- Hieracium chrysoprasium Wiinst.
- Hieracium chrysostyloides (Zahn) Chrtek f.
- Hieracium chrysostylum (Lindeb.) Linder ex Elfstr.
- Hieracium cienegae Zahn
- Hieracium ciliatiflorum Pugsley
- Hieracium cillense Pugsley
- Hieracium cincinnatum Fr.
- Hieracium cinderella (Ley) Ley
- Hieracium cinerellisquamum (Litv. & Zahn) Schljakov
- Hieracium circulare Wiinst.
- Hieracium cirritogenes Zahn
- Hieracium cirritum Arv.-Touv.
- Hieracium cirrobractum T.Tyler
- Hieracium cirrostyliforme Omang
- Hieracium cischibinense Schljakov
- Hieracium cistiernense Mateo & Alejandre
- Hieracium cisuralense Schljakov
- Hieracium ciuriwkae (Woł. & Zahn) Schljakov
- Hieracium cladiopogon Ósk.
- Hieracium clivicola (F.Hanb.) Pugsley
- Hieracium clivorum Standl. & Steyerm.
- Hieracium clomacotes Omang
- Hieracium clovense E.F.Linton
- Hieracium cochlearifolium Brenner
- Hieracium codesianum Mateo
- Hieracium coleoidiforme Zahn
- Hieracium colliniforme (Peter) Roffey
- Hieracium coloratum Arv.-Touv.
- Hieracium colorhizum Arv.-Touv. & Gaut.
- Hieracium coloriscapum Rohlena & Zahn
- Hieracium comasinum Zahn
- Hieracium comatuloides (Zahn) Schljakov
- Hieracium combense Zahn
- Hieracium commersonii Monnier
- Hieracium comosum Elfstr.
- Hieracium completum P.D.Sell & C.West
- Hieracium compositum Lapeyr.
- Hieracium concinnidens (Zahn) Üksip ex Sennikov
- Hieracium condylodes Brenner
- Hieracium congenitum (Dahlst.) Dahlst.
- Hieracium congruens Norrl.
- Hieracium coniciforme (Litv. & Zahn) Üksip ex Sennikov
- Hieracium coniops Norrl.
- Hieracium conquense Mateo
- Hieracium conspurcans Norrl.
- Hieracium constans Omang
- Hieracium constringens Norrl.
- Hieracium contaminatum Wiinst.
- Hieracium contii Gottschl.
- Hieracium cophomeles Omang
- Hieracium corconticum Čelak. – jastrzębiec karkonoski
- Hieracium cordatum Scheele ex Costa
- Hieracium cordifolium Lapeyr.
- Hieracium cordigerum (Norrl.) Dahlst.
- Hieracium cordobense Sleumer
- Hieracium cornigerum Norrl. & H.Lindb.
- Hieracium coronariaefolium Arv.-Touv.
- Hieracium coronariifolium Arv.-Touv.
- Hieracium coronarium Brenner
- Hieracium corrensii Kaeser ex Zahn
- Hieracium corrosifolium Arv.-Touv.
- Hieracium cottetii Christener
- Hieracium crassiceps (Dahlst.) Dahlst.
- Hieracium crassifoliiforme Schljakov
- Hieracium crassipedipilum (Pawł. & Zahn) Chrtek f.
- Hieracium cravoniense (F.Hanb.) Roffey
- Hieracium crebridens Dahlst. ex F.N.Williams
- Hieracium crebridentiforme Pugsley
- Hieracium crebriserratum Hyl.
- Hieracium cremnaeiforme (Omang) Omang
- Hieracium cremnanthes (F.Hanb.) Pugsley
- Hieracium creperiforme Johanss.
- Hieracium crepidioides Norrl.
- Hieracium crepidispermum Fr.
- Hieracium cretatum Dahlst.
- Hieracium crinellum Omang
- Hieracium criniceps Sleumer
- Hieracium crinosum Omang
- Hieracium crispulum Norrl.
- Hieracium crocatum Fr.
- Hieracium cruciatum Schljakov
- Hieracium cruentiferum Brenner
- Hieracium cryptadenum Arv.-Touv.
- Hieracium cryptanthum Arv.-Touv. & Marcailhou
- Hieracium cryptocaesium Gottschl.
- Hieracium ctenodon Nägeli & Peter
- Hieracium cubillanum de Retz
- Hieracium cumbriense F.Hanb.
- Hieracium cuneifrons (W.R.Linton) Pugsley
- Hieracium curtispicans Omang
- Hieracium curvatum (Elfstr.) Elfstr.
- Hieracium cuspidelliforme Üksip
- Hieracium cuspidellum (Pohle & Zahn) Üksip ex Üksip
- Hieracium cuspidens P.D.Sell & C.West
- Hieracium cyathis (Ley) W.R.Linton
- Hieracium cyclicum P.D.Sell
- Hieracium cydoniifolium Vill.
- Hieracium cymbifolium Purchas
- Hieracium cymosum Vill. – jastrzębiec wierzchotkowy
- Hieracium czadanense Tupitz.
- Hieracium czaiense Schischk. & Serg.
- Hieracium czamyjashense N.N.Tupitsȳna
- Hieracium czeremoszense Woł. & Zahn
- Hieracium czeschaënse Schljakov
- Hieracium czunense Schljakov
- Hieracium dacicum R.Uechtr.
- Hieracium daedalolepioides (Zahn) Roffey
- Hieracium dagoense Üksip
- Hieracium dalense P.D.Sell
- Hieracium danicum Dahlst.
- Hieracium dasychaetocomum Zahn
- Hieracium dasycraspedum Buttler
- Hieracium dasythrix (E.F.Linton) Pugsley
- Hieracium dasytrichum Arv.-Touv.
- Hieracium davidsonii Omang
- Hieracium deargicola P.D.Sell & D.J.Tennant
- Hieracium debile Fr.
- Hieracium decipientiforme (Woł. & Zahn) Schljakov
- Hieracium declivium Norrl. ex Üksip
- Hieracium decolor (W.R.Linton) Ley
- Hieracium decurrens Norrl.
- Hieracium dedovii Schljakov
- Hieracium deganwyense Pugsley
- Hieracium demetrii Schljakov
- Hieracium demissum (Strömf.) Dahlst.
- Hieracium dentatum Hoppe – jastrzębiec ząbkowany
- Hieracium dentex Wiinst.
- Hieracium denticulatum Sm.
- Hieracium dentulum (E.F.Linton) P.D.Sell
- Hieracium depilatum Lindeb.
- Hieracium derivatum Norrl.
- Hieracium dermophyllum Arv.-Touv. & Briq.
- Hieracium dertosense Mateo
- Hieracium detruncatum (Zahn) Nordh.
- Hieracium devians Dahlst.
- Hieracium dewarii Syme
- Hieracium diacritum Omang
- Hieracium diaphanoides Lindeb. – jastrzębiec przeźroczysty
- Hieracium diaphanum Fr.
- Hieracium diapsarum Omang
- Hieracium dicella P.D.Sell & C.West
- Hieracium difficile P.D.Sell & C.West
- Hieracium digeneum Burnat & Gremli
- Hieracium dilectum P.D.Sell & C.West
- Hieracium diminuens (Norrl.) Norrl.
- Hieracium dimoniei Zahn
- Hieracium dipteroides Dahlst.
- Hieracium dipterum (Zahn) Johanss.
- Hieracium diremtum Norrl.
- Hieracium discophyllum P.D.Sell & C.West
- Hieracium dissimile Lindeb. ex Elfstr.
- Hieracium dissotocoides Omang
- Hieracium distendens Brenner
- Hieracium distractifolium Schljakov
- Hieracium diversidens P.D.Sell & C.West
- Hieracium djimilense Boiss. & Balansa
- Hieracium dobromilense Rehmann
- Hieracium dolabratum (Norrl.) Norrl.
- Hieracium dolichaetum Zahn
- Hieracium dolichanthelum Schljakov
- Hieracium dolichosphaericum (Zahn) Greuter
- Hieracium dolichotrichum Schljakov
- Hieracium dollineri Sch.Bip. ex Neilr.
- Hieracium doronicifolium Arv.-Touv.
- Hieracium dovrense Fr.
- Hieracium dowardense P.D.Sell
- Hieracium dragicola (Nägeli & Peter) Zahn
- Hieracium drummondii Pugsley
- Hieracium dshurdshurense Üksip
- Hieracium dubium Hoppe ex Froel. – jastrzębiec wątpliwy
- Hieracium dublizkii B.Fedtsch. & Nevski
- Hieracium dubyanum Arv.-Touv.
- Hieracium dunkelii Gottschl.
- Hieracium duriceps F.Hanb.
- Hieracium duronense Gottschl.
- Hieracium durum Hylander
- Hieracium dysonymum S.F.Blake
- Hieracium eboracense Pugsley
- Hieracium ebudicum Pugsley
- Hieracium ecuadoriense Arv.-Touv.
- Hieracium edentulum Ósk.
- Hieracium eichvaldii Üksip
- Hieracium einarssonii Ósk.
- Hieracium einichense P.D.Sell & D.J.Tennant
- Hieracium ekmanii Zahn
- Hieracium elaeochlorum Schljakov
- Hieracium elegans Lindeb.
- Hieracium elegantidens Zahn
- Hieracium elegantiforme Dahlst.
- Hieracium elevatum P.D.Sell
- Hieracium elisaeanum Arv.-Touv. ex Willk.
- Hieracium ellipsoideum Wiinst.
- Hieracium elongatifolium P.D.Sell
- Hieracium emblae T.Tyler
- Hieracium eminentiforme Pugsley
- Hieracium endaurovae Üksip
- Hieracium epichlorum (Litv. & Zahn) Üksip ex Sennikov
- Hieracium epinephum Omang
- Hieracium episcotum (Omang) Omang
- Hieracium eremnocephalum Omang
- Hieracium eriadenium Sleumer
- Hieracium erianthum Kunth
- Hieracium ericeticola Schljakov
- Hieracium erigescens Omang
- Hieracium eriobasis Freyn & Sint.
- Hieracium erioleucum Zahn
- Hieracium eriomallum Greuter
- Hieracium eriophorum St.-Amans
- Hieracium eriophyllum Schur
- Hieracium eriopodioides Zahn ex Dalla Torre & Sarnth.
- Hieracium eriopogon Arv.-Touv. & Gaut.
- Hieracium erosulum Arv.-Touv. & Gaut.
- Hieracium erucophyllum Prain
- Hieracium erysibodes Dahlst.
- Hieracium erythrocarpoides (Litv. & Zahn) Kem.-Nath.
- Hieracium erythropoecilum Dahlst.
- Hieracium erythropoides (Norrl.) Schljakov
- Hieracium erythrostictum Omang
- Hieracium escalantiae Mateo & Alejandre
- Hieracium eucallum P.D.Sell & C.West
- Hieracium eudaedalum Stenstr. ex Dahlst.
- Hieracium eueimon Omang
- Hieracium euglaucum Omang
- Hieracium eugraptum Omang
- Hieracium euprosopum Omang
- Hieracium eurofinmarkicum (Norrl.) Schljakov
- Hieracium eustales W.R.Linton
- Hieracium eustictiforme Wiinst.
- Hieracium eustictum Dahlst.
- Hieracium eustomon (E.F.Linton) Roffey
- Hieracium eversianum Arv.-Touv. ex Murr
- Hieracium eviridatum (Johanss.) Johanss.
- Hieracium exaltans Dahlst.
- Hieracium exaltatum Arv.-Touv.
- Hieracium excellens Murr ex Zahn
- Hieracium excubitum Elfstr.
- Hieracium exilicaule Gottschl.
- Hieracium eximium Backh.f.
- Hieracium expallidiforme Dahlst.
- Hieracium expallidum Norrl.
- Hieracium expansiforme Dahlst.
- Hieracium exsiliusculum (Omang) Omang
- Hieracium extensum luebeck ex Lindeb.
- Hieracium extracticaule (Omang) Omang
- Hieracium fabregatii Mateo
- Hieracium faeroënse Dahlst.
- Hieracium falcatum (Arv.-Touv.) St.-Lag.
- Hieracium falcidentatum Üksip
- Hieracium farinifloccusum (Degen & Zahn) Schljakov
- Hieracium fariniramum (Ganesch. & Zahn) Üksip ex Sennikov
- Hieracium farrense F.Hanb.
- Hieracium farumense (Zahn) Dahlst.
- Hieracium fasciculare Fr.
- Hieracium fastuosum Zahn
- Hieracium faurelianum Maire
- Hieracium favratii Muret ex Gremli
- Hieracium fellmanii Norrl.
- Hieracium fendleri Sch.Bip.
- Hieracium fennorbicantiforme Üksip
- Hieracium ferrandezii Mateo
- Hieracium filarszkyi Jáv. & Zahn
- Hieracium filisquamum P.D.Sell
- Hieracium fimbriatum Arv.-Touv.
- Hieracium finmarkicum Elfstr.
- Hieracium fioniae Dahlst.
- Hieracium fissuricola P.D.Sell
- Hieracium flagellare Schlecht. – jastrzębiec rozłogowy
- Hieracium flagelliferum Ravaud
- Hieracium floccellum Ósk.
- Hieracium floccidorsum Omang
- Hieracium flocciferum Arv.-Touv.
- Hieracium floccilepium Dahlst. ex Omang
- Hieracium floccilimbatum (Dahlst.) Grøntved
- Hieracium floccinops (Elfstr.) Schljakov
- Hieracium flocciparum (Schelk. & Zahn) Üksip ex Sennikov
- Hieracium flocculipubens P.D.Sell
- Hieracium flocculosiforme P.D.Sell
- Hieracium flocculosum Backh.f.
- Hieracium flomense Omang
- Hieracium florentinum Spreng.
- Hieracium foensianum Wiinst.
- Hieracium foliolatum Schljakov
- Hieracium folioliferum (Elfstr.) Norrl.
- Hieracium foliolosum Ósk.
- Hieracium fominianum (Woronow & Zahn) Üksip
- Hieracium fontanesianum Arv.-Touv. & Gaut.
- Hieracium fourcadei de Retz
- Hieracium fratrum Pugsley
- Hieracium fredesianum Mateo
- Hieracium frigidulans Zahn
- Hieracium fritschianum Hayek & Zahn
- Hieracium fritzei F.W.Schultz – jastrzębiec Fritzego
- Hieracium fritzeiforme Zahn
- Hieracium froelichianum H.Buek
- Hieracium frondiferum (Elfstr.) Elfstr.
- Hieracium fucatifolium P.D.Sell
- Hieracium fulcratum Arv.-Touv.
- Hieracium fuliginosiforme Schljakov
- Hieracium fuliginosum (Laest.) Norrl.
- Hieracium fulvescens Norrl.
- Hieracium fulvipes Wedd.
- Hieracium fulvocaesium Pugsley
- Hieracium furculatum Elfstr.
- Hieracium furfurosum (Dahlst.) Dahlst.
- Hieracium furvescens (Dahlst.) Omang
- Hieracium fusciviride Ósk.
- Hieracium fuscoatrum Nägeli & Peter – jastrzębiec brunatny
- Hieracium fuscocinereum Norrl. – jastrzębiec strzałkowaty
- Hieracium galbanum (Dahlst.) Johanss.
- Hieracium galeroides Gottschl.
- Hieracium galesi Prodan
- Hieracium gaudryi Boiss. & Orph.
- Hieracium gavellei de Retz
- Hieracium geilingeri Zahn
- Hieracium gelertii Dahlst.
- Hieracium gemellum almo. ex Elfstr.
- Hieracium geminatiforme Schljakov
- Hieracium geminatum Norrl.
- Hieracium geminum Hayek & Zahn
- Hieracium georgieffii Zahn
- Hieracium giennense Pau
- Hieracium gigantellum Litv. & Zahn
- Hieracium gigantium Sleumer
- Hieracium gigantocephalum Ósk.
- Hieracium gilense Ósk.
- Hieracium gilliesianum Sleumer
- Hieracium glabratum Willd. ex Froel.
- Hieracium glabriligulatum Norrl.
- Hieracium glaciale K.Koch
- Hieracium glanduliceps P.D.Sell & C.West
- Hieracium glandulidens P.D.Sell & C.West
- Hieracium glandulosodentatum R.Uechtr. – jastrzębiec zębatolistny
- Hieracium glaucelloides Omang
- Hieracium glaucellum Lindeb.
- Hieracium glaucifolium Poepp. ex Froel.
- Hieracium glaucinum Jord. – jastrzębiec wczesny
- Hieracium glaucocerinthe Arv.-Touv. & Gaut.
- Hieracium glaucomorphum Zahn
- Hieracium glaucophylloides Sudre
- Hieracium glaucophyllum Scheele
- Hieracium glaucopsis Gren. & Godr.
- Hieracium glaucovatum Omang
- Hieracium glaucum All.
- Hieracium glehnii Üksip
- Hieracium glevense (Pugsley) P.D.Sell & C.West
- Hieracium globiceps Dahlst.
- Hieracium globosiflorum Pugsley
- Hieracium glomerabile (Norrl.) Czerep.
- Hieracium glomerellum (Zahn) Üksip ex Sennikov
- Hieracium gmelini L.
- Hieracium gnilagredae Zahn
- Hieracium gombense Lagg. ex Lagger & Christener – jastrzębiec gombseński
- Hieracium gomezianum Mateo
- Hieracium goniophyllum Omang
- Hieracium gorczakovskii Schljakov
- Hieracium gorfenianum Bornm. & Zahn
- Hieracium goriense (Koslovsky & Zahn) Üksip ex Sennikov
- Hieracium gorodkowianum Üksip
- Hieracium gothicoides Pugsley
- Hieracium gouanii Arv.-Touv.
- Hieracium gracilentipes (Dahlst. ex Zahn) Dahlst. ex Notø
- Hieracium gracilentum Backh.
- Hieracium gracilidens Wiinst.
- Hieracium gracilifolium (F.Hanb.) Pugsley
- Hieracium gracilifurcum Zahn
- Hieracium gracilipes (Dahlst.) Prain
- Hieracium graciliusculum (Zahn) Omang
- Hieracium graecum Boiss. & Heldr.
- Hieracium graellsianum Arv.-Touv. & Gaut.
- Hieracium grampianum P.D.Sell
- Hieracium granatense Arv.-Touv. & Gaut.
- Hieracium grandiceps P.D.Sell
- Hieracium grandifoliatum Dahlst.
- Hieracium grandifolium Sch.Bip.
- Hieracium graniticola W.R.Linton
- Hieracium granvicum Üksip
- Hieracium gratiosum Wiinst.
- Hieracium gratum P.D.Sell & C.West
- Hieracium grecescui Nyár. & Zahn
- Hieracium greenei A.Gray
- Hieracium gregorii-bakurianii S.Bräut.
- Hieracium greuteri Gottschl.
- Hieracium griffithii (F.Hanb.) F.Hanb.
- Hieracium groentvedii Ósk.
- Hieracium grofae Woł.
- Hieracium gronovii Willd ex L.
- Hieracium grossianum Zahn
- Hieracium grossicephalum Gottschl.
- Hieracium grovesianum Belli
- Hieracium grovesii Pugsley
- Hieracium guadarramense Arv.-Touv.
- Hieracium guatemalense Standl. & Steyerm.
- Hieracium gudbrandii Ósk.
- Hieracium guentheri Norrl.
- Hieracium guentheri-beckii Zahn
- Hieracium guglerianum Zahn
- Hieracium gunnarii (Zahn) Johanss.
- Hieracium gusinjense J.Scheff. & Zahn
- Hieracium guthnickianum (Nägeli & Peter) Nyár.
- Hieracium guthnikianum Hegetschw.
- Hieracium gymnerosulum Mateo
- Hieracium gymnocephalum Griseb. ex Pant.
- Hieracium gymnocerinthe Arv.-Touv. & Gaut.
- Hieracium gynaeconesaeum Üksip
- Hieracium gypsophilum B.L.Turner
- Hieracium habrodon Ósk.
- Hieracium hafstroendense Ósk.
- Hieracium halfdanii Ósk.
- Hieracium halsicum Dahlst.
- Hieracium hanburyi Pugsley
- Hieracium hangvarense T.Tyler
- Hieracium haploum Omang
- Hieracium harjuense Sennikov
- Hieracium hartii (F.Hanb.) P.D.Sell & C.West
- Hieracium hartzianum Dahlst.
- Hieracium harzianum Zahn
- Hieracium hastiforme P.D.Sell & C.West
- Hieracium hastile Arv.-Touv. & Gaut.
- Hieracium haussknechtianum Zahn
- Hieracium hauthalianum Zahn
- Hieracium hayekii Murr
- Hieracium hebridense Pugsley
- Hieracium heldreichii Boiss.
- Hieracium helenae T.Tyler
- Hieracium hemidiaphanum (Dahlst.) Dahlst. ex Brenner
- Hieracium hepaticum (Lindeb.) Norrl.
- Hieracium hermanni-zahnii Zahn
- Hieracium herrerae S.F.Blake
- Hieracium herzogianum Beauverd ex Sleumer
- Hieracium hesperium P.D.Sell
- Hieracium heteradenum Arv.-Touv. & Cadevall
- Hieracium heterodontoides (Litv. & Zahn) Üksip ex Sennikov
- Hieracium heterogynum (Froel.) Gutermann
- Hieracium heteromixtum O.Behr & al.
- Hieracium heterospermum Arv.-Touv.
- Hieracium hethlandiae (F.Hanb.) Pugsley
- Hieracium hibernicum F.Hanb.
- Hieracium hieronymi Zahn
- Hieracium hintonii Beaman
- Hieracium hirsuticaule Schljakov
- Hieracium hirsutum Tausch
- Hieracium hirtellum Lindeb.
- Hieracium hirticollum Arv.-Touv.
- Hieracium hirtulum (Peter) Üksip
- Hieracium hispanicum Arv.-Touv.
- Hieracium hispidulum Arv.-Touv.
- Hieracium hjeltii Norrl.
- Hieracium hohenackeeri Juxip.
- Hieracium hoidalicum (Omang) Omang
- Hieracium holmiense (Nägeli & Peter) Dahlst.
- Hieracium holophyllum W.R.Linton
- Hieracium holopleuroides (Dahlst.) Omang
- Hieracium holopleurophyllum Ósk.
- Hieracium holopleurum Dahlst. ex Jonsson
- Hieracium holosericeum Backh.f.
- Hieracium holostenophyllum Omang
- Hieracium homochroum Norrl. ex Schljakov
- Hieracium homophyllum Wiinst.
- Hieracium hoppeanum Wallr. ex Nyman
- Hieracium horridum Fr.
- Hieracium hortense Hyl.
- Hieracium hosjense Schljakov
- Hieracium hozense Mateo
- Hieracium hraunense Omang
- Hieracium hryniewieckii Üksip
- Hieracium huetianum Arv.-Touv.
- Hieracium huetii Timb. ex Rouy
- Hieracium humidorum Dahlst.
- Hieracium humile Jacq.
- Hieracium hyalinellum Brenner
- Hieracium hybridum E.H.L.Krause
- Hieracium hylocomum Üksip
- Hieracium hylogeton (Koslovsky & Zahn) Üksip ex Sennikov
- Hieracium hyocomium Ósk.
- Hieracium hyparcticoides Pugsley
- Hieracium hypastrum Zahn
- Hieracium hypochnoodes Dahlst.
- Hieracium hypochoeroides Gibson
- Hieracium hypoglaucum (Litv. & Zahn) Üksip ex Sennikov
- Hieracium hypoleptolepis Ósk.
- Hieracium hypophalacrum P.D.Sell
- Hieracium hypopitys (Litv. & Zahn) Üksip ex Sennikov
- Hieracium hypopogon (Litv. & Zahn) Üksip ex Sennikov
- Hieracium idubedae Mateo
- Hieracium ignatianum Baker
- Hieracium igoschinae Üksip
- Hieracium ihrowyszczense (Zahn) Schljakov
- Hieracium imandricola Schljakov
- Hieracium immodestum Greuter
- Hieracium improvisum Norrl.
- Hieracium impunctatum Norrl.
- Hieracium inaequilaterum P.D.Sell
- Hieracium incisiceps Rohlena & Zahn
- Hieracium includens Dahlst.
- Hieracium incomptum Norrl.
- Hieracium inconspicuissimum Greuter
- Hieracium inconveniens Üksip
- Hieracium incurrens Saelán ex Norrl.
- Hieracium informe Dahlst.
- Hieracium infravillosulum Sleumer
- Hieracium ingolfii Ósk.
- Hieracium insigne Backh.f.
- Hieracium inspissatum P.D.Sell
- Hieracium insubricum Gottschl.
- Hieracium insulare (F.Hanb.) F.Hanb.
- Hieracium insulicola Schljakov
- Hieracium integratum Dahlst. ex Stenstr.
- Hieracium integrifrons Ósk.
- Hieracium integrilaterum (Dahlst.) Omang
- Hieracium intercessum Üksip
- Hieracium internatum Brenner
- Hieracium intertextum Arv.-Touv.
- Hieracium intonsum Zahn
- Hieracium intumescens Nägeli & Peter
- Hieracium inuliflorum Arv.-Touv. & Gaut.
- Hieracium inulifrons Sennikov
- Hieracium inuloides Tausch – jastrzębiec omanowaty
- Hieracium involutum Dahlst.
- Hieracium ircutense Tupitz.
- Hieracium iremelense (Elfstr.) Üksip
- Hieracium iricum Fr.
- Hieracium irmae T.Tyler
- Hieracium irregularidens P.D.Sell
- Hieracium irriguum Stenstr.
- Hieracium isabellae E.S.Marshall
- Hieracium isatifolium Arv.-Touv.
- Hieracium iseranum R.Uechtr. – jastrzębiec izerski
- Hieracium isolanum Zahn
- Hieracium issatchenkoi Schljakov
- Hieracium iteophyllum Greuter
- Hieracium itunense Pugsley
- Hieracium ivdelense Schljakov
- Hieracium jablonicense Woł.
- Hieracium jaculifolium (F.Hanb.) Roffey
- Hieracium jangajuense Üksip
- Hieracium jankae R.Uechtr.
- Hieracium japonicum Franch. & Sav.
- Hieracium jaretanum (Zahn) Sleumer
- Hieracium jarzabczynum (Pawł. & Zahn) Mráz & Chrtek f.
- Hieracium jaworowae (Zahn) Schljakov
- Hieracium jonassonii Ósk.
- Hieracium jonsbergense T.Tyler
- Hieracium jordanii Arv.-Touv.
- Hieracium jubaticeps O.Behr & al.
- Hieracium jubatum Fr.
- Hieracium juelii (Dahlst.) Johanss. & Sam.
- Hieracium juranum Rapin – jastrzębiec jurajski
- Hieracium jurassicum Griseb.
- Hieracium juratzkae Zahn
- Hieracium jutlandicum Wiinst.
- Hieracium kabanovii Üksip
- Hieracium kablikianum Zlatník
- Hieracium kaczurinii Üksip
- Hieracium kaeserianum Zahn
- Hieracium kaldalonense Dahlst.
- Hieracium kalsoeënse Dahlst.
- Hieracium kandalakschae Schljakov
- Hieracium kandawanicum (Rech.f. & Zahn) Rech.f.
- Hieracium kaninense Schljakov
- Hieracium karelorum (Norrl.) Norrl.
- Hieracium kavinae Zlatník
- Hieracium keldii Wiinst.
- Hieracium kennethii P.D.Sell & D.J.Tennant
- Hieracium kentii P.D.Sell
- Hieracium khekianum Zahn
- Hieracium kiderense (Zahn) Üksip ex Sennikov
- Hieracium kieslingii Cabrera
- Hieracium kievejense Schljakov
- Hieracium kildinense Schljakov
- Hieracium kingshousense P.D.Sell
- Hieracium kintyricum P.D.Sell
- Hieracium kirghisorum Üksip
- Hieracium klingrahoolense W.Scott & R.C.Palmer
- Hieracium klingstedtii Palmgr. & Fagerstr.
- Hieracium klisurae Urum.
- Hieracium knafii (C) Norrl.
- Hieracium kneissaeum Mouterde
- Hieracium kochianum Jord.
- Hieracium koehleri (Zahn) Dahlst.
- Hieracium kofelicum Gottschl.
- Hieracium kolgujevense Schljakov
- Hieracium kopsicum Gottschl.
- Hieracium korshinskyi Zahn
- Hieracium kosvinskiense Üksip
- Hieracium kozlowskyanum Zahn
- Hieracium krasanii Woł.
- Hieracium kritschimanum Mattf. & Zahn
- Hieracium krivanense Schljakov
- Hieracium krizsnae Lengyel & Zahn
- Hieracium krylovii Nevski ex Schljakov
- Hieracium kubanicum (Litv. & Zahn) Üksip ex Sennikov
- Hieracium kubinskense Üksip
- Hieracium kukulense (Woł. & Zahn) Schjak.
- Hieracium kulkowianum (Zahn) Üksip ex Üksip
- Hieracium kultukense Serg. & Üksip
- Hieracium kumbelicum B.Fedtsch. & Nevski
- Hieracium kupfferi Dahlst.
- Hieracium kuroksarense Üksip
- Hieracium kusnetzkiense Schischk. & Serg.
- Hieracium kuzenevae Üksip
- Hieracium lacerifolium Dahlst.
- Hieracium lachenalii Suter – jastrzębiec Lachenala
- Hieracium lachnopsilon Arv.-Touv.
- Hieracium lackschewitzii (Dahlst.) Üksip ex Schljakov
- Hieracium laeticeps Dahlst.
- Hieracium laetificum P.D.Sell & C.West
- Hieracium laevigatum Froel. – jastrzębiec gładki
- Hieracium laevimarginatum Sennikov
- Hieracium lagganense P.D.Sell
- Hieracium lagopus D.Don
- Hieracium lailanum (Schelk. & Zahn) Üksip ex Sennikov
- Hieracium lainzii de Retz
- Hieracium lakelandicum P.D.Sell
- Hieracium lamprochlorum Omang
- Hieracium lamprogas Zahn
- Hieracium lamprophyllum Scheele
- Hieracium lanceatum Schljakov
- Hieracium lancidens (Zahn) Üksip ex Schljakov
- Hieracium langwellense F.Hanb.
- Hieracium laniferum Cav.
- Hieracium lanifolium Arv.-Touv. & Gaut.
- Hieracium lannesianum Arv.-Touv.
- Hieracium lanseanum Arv.-Touv.
- Hieracium lanugineum Brenner
- Hieracium lapponicifolium Schljakov
- Hieracium lapponicum Fr.
- Hieracium larigense (Pugsley) P.D.Sell & C.West
- Hieracium larvatum Omang
- Hieracium lasiophyton Omang
- Hieracium lasiothrix (Nägeli & Peter) Üksip
- Hieracium latemixtum Mateo & Alejandre
- Hieracium latens Üksip
- Hieracium laterale (Norrl.) Norrl.
- Hieracium lateriflorum Norrl.
- Hieracium latificum Omang
- Hieracium latilepidotum Gottschl.
- Hieracium latpariense (Peter) Üksip
- Hieracium latypeum Norrl.
- Hieracium lawsonii Vill.
- Hieracium lazicum Boiss. & Balansa ex Boiss. & Balansa
- Hieracium lazistanum Arv.-Touv.
- Hieracium lecanodes Omang
- Hieracium legionense Coss. ex Willk.
- Hieracium lehbertii (Zahn) Üksip ex Üksip
- Hieracium lehmannii Zahn
- Hieracium leiocephalum Bartl. ex Griseb.
- Hieracium leiophaeum Arv.-Touv.
- Hieracium leiophyton Dahlst.
- Hieracium leiopogon Gren. ex Verl.
- Hieracium lepidotum Dahlst.
- Hieracium lepidulum (Stenstr.) Omang
- Hieracium lepistoides (Dahlst.) Norrl.
- Hieracium leptadeniiforme Üksip
- Hieracium leptocephalum Benth.
- Hieracium leptodon P.D.Sell & D.J.Tennant
- Hieracium leptoglossum (Elfstr.) Dahlst.
- Hieracium leptopholis Schljakov
- Hieracium leptoprenanthes Litv. & Zahn
- Hieracium leptothyrsum Peter
- Hieracium lespinassei (Koslovsky & Zahn) Üksip ex Sennikov
- Hieracium leucaeolum Omang
- Hieracium leucanthemum Wedd.
- Hieracium leuceriodes Omang
- Hieracium leucoclonum Ósk.
- Hieracium leucocraspedum (Peter) Üksip
- Hieracium leucodetum Omang
- Hieracium leucograptum Dahlst.
- Hieracium leucomalloides Ósk.
- Hieracium leucomallum (Dahlst.) Dahlst.
- Hieracium leucopelmatum Nägeli & Peter
- Hieracium leucophaeum Gren. & Godr.
- Hieracium leucothyrsogenes (Koslovsky & Zahn) Üksip ex Sennikov
- Hieracium leucothyrsoides (Koslovsky & Zahn) Üksip ex Sennikov
- Hieracium leucothyrsum (Litv. & Zahn) Üksip ex Sennikov
- Hieracium levicaule Jord.
- Hieracium levihirtum Omang
- Hieracium leyanum (Zahn) Roffey
- Hieracium leyi F.Hanb.
- Hieracium lignyotum Norrl.
- Hieracium liljeholmii Dahlst.
- Hieracium limitaneum (Johanss.) T.Tyler
- Hieracium linahamariense Üksip
- Hieracium lindebergii (Nyman) Dahlst.
- Hieracium lindii Wiinst.
- Hieracium lingelsheimii Pax
- Hieracium linguans (Zahn) Roffey
- Hieracium linguifolium Arv.-Touv.
- Hieracium lingulatum Hook. & Arn.
- Hieracium linifolium Lindeb.
- Hieracium lintonii Ley
- Hieracium lippmaae Üksip
- Hieracium liptoviense Borbás – jastrzębiec liptowski
- Hieracium litorale Schljakov
- Hieracium litwinowianum Zahn
- Hieracium livescens Norrl.
- Hieracium livescentiforme Schljakov
- Hieracium lividorubens (Almq.) Elfstr.
- Hieracium ljapinense Üksip
- Hieracium loeflingianum Arv.-Touv. & Gaut.
- Hieracium lomnicense Woł.
- Hieracium lonchophyllum Schljakov
- Hieracium longiberbe Howell
- Hieracium longifidum Zahn
- Hieracium longifolium Hornem.
- Hieracium longifrons Dahlst.
- Hieracium longilobum (Zahn) Roffey
- Hieracium longipilipes Ósk.
- Hieracium longipilum Torr.
- Hieracium longipubens Schljakov
- Hieracium lopezudiae Mateo
- Hieracium lopholepidioides Omang
- Hieracium lorentzianum Zahn
- Hieracium loretii Rouy
- Hieracium losae Mateo
- Hieracium loscosianum Scheele
- Hieracium lovozericum Schljakov
- Hieracium loxense Benth.
- Hieracium lucens Norrl.
- Hieracium lucidum Guss.
- Hieracium lugae-pljussae Sennikov
- Hieracium lugdunense (Rouy) Üksip ex Schljakov
- Hieracium lugiorum (Zahn) Schljakov
- Hieracium lusitanicum Arv.-Touv.
- Hieracium luteomontanum Cabrera
- Hieracium lutnjaermense Schljakov
- Hieracium lutulenticeps Schljakov
- Hieracium luxurians Wiinst.
- Hieracium luzuleti Hylander
- Hieracium lychnioides Arv.-Touv.
- Hieracium lycopifolium Froel.
- Hieracium lycopoides Arv.-Touv. & Gaut.
- Hieracium lydiae Schischk. & Steinb.
- Hieracium lygistodon Dahlst.
- Hieracium lyrifolium Schljakov
- Hieracium lysanum Arv.-Touv. & Gaut.
- Hieracium macdonaldii Beaman & B.L.Turner
- Hieracium macrellum Omang
- Hieracium macrocarpum Pugsley
- Hieracium macrocentrum (Johanss.) Johanss.
- Hieracium macrocephalum Huter
- Hieracium macrochlorellum Litv. & Zahn ex Üksip
- Hieracium macrocladum Schljakov
- Hieracium macrocomum Dahlst.
- Hieracium macrodon Nägeli & Peter
- Hieracium macrodontoides (Zahn) Zahn
- Hieracium macrolasium Ósk.
- Hieracium macrolepidiforme (Zahn) Üksip ex Sennikov
- Hieracium macrolepioides (Zahn) Üksip ex Sennikov
- Hieracium macropholidium (Dahlst.) Dahlst.
- Hieracium macrotonum Dahlst.
- Hieracium maculatum Schrank – jastrzębiec plamisty
- Hieracium maculoides P.D.Sell & C.West
- Hieracium madrense Zahn
- Hieracium magnauricula (Nägeli & Peter) Üksip
- Hieracium magnidens Dahlst.
- Hieracium malovanicum Degen & Zahn
- Hieracium mammidens P.D.Sell
- Hieracium mandonii (Sch.Bip.) Arv.-Touv.
- Hieracium manifestum Üksip
- Hieracium mapirense Britton
- Hieracium maranzae (Murr & Zahn) Prain
- Hieracium marcetii Marcet
- Hieracium marginatum Pugsley
- Hieracium marginelliceps Dahlst.
- Hieracium marginellum Dahlst.
- Hieracium mariae P.D.Sell
- Hieracium marianum Willd.
- Hieracium maritimum (F.Hanb.) F.Hanb.
- Hieracium marjokense (Norrl.) Schljakov
- Hieracium marmoreum Pančić & Vis.
- Hieracium marshallii E.F.Linton
- Hieracium marsorum Gottschl.
- Hieracium marylandicum Zahn
- Hieracium mathewsii Arv.-Touv.
- Hieracium mattfeldianum Zahn
- Hieracium mattiroloanum Arv.-Touv. & Belli
- Hieracium maureri Zahn
- Hieracium medianiforme (Litv. & Zahn) Üksip ex P.D.Sell & C.West
- Hieracium medschedsense Zahn
- Hieracium megabombycinum Mateo
- Hieracium megacephalon Nash
- Hieracium megacephalum Nash
- Hieracium megachaetum Wiinst.
- Hieracium megalocaulon Ósk.
- Hieracium megalochaetum Zahn
- Hieracium megalodon Dahlst. ex Johanss.
- Hieracium megalomeres Omang
- Hieracium megalophyton Ósk.
- Hieracium megalothecum Zahn
- Hieracium megaphyes Ósk.
- Hieracium melainon Elfstr.
- Hieracium melandetum Omang
- Hieracium melanochlorocephalum Pugsley
- Hieracium melanoglochin (E.F.Linton) P.D.Sell
- Hieracium melanops Arv.-Touv.
- Hieracium melanothyrsum K.Malý & Zahn
- Hieracium membranulatum (Litv. & Zahn) Üksip ex Sennikov
- Hieracium memorabile P.D.Sell & C.West
- Hieracium mendocinum Sleumer
- Hieracium merxmuelleri de Retz
- Hieracium mesopolium Dahlst.
- Hieracium metallicorum Gottschl.
- Hieracium mexicanum Less.
- Hieracium micracladium (F.N.Williams) Ley
- Hieracium microdon (Dahlst.) Dahlst.
- Hieracium microplacerum Norrl.
- Hieracium microstictum (Zahn) Johanss.
- Hieracium microtum Boiss.
- Hieracium milesii P.D.Sell & C.West
- Hieracium mirandum P.D.Sell & C.West
- Hieracium misaucinum Nägeli & Peter
- Hieracium mixopolium (Dahlst.) Norrl.
- Hieracium mixtibifidum Mateo & Alejandre
- Hieracium mixtiforme Arv.-Touv.
- Hieracium mixtum Lapeyr. ex Froel.
- Hieracium mlinicae (Hruby & Zahn) Chrtek f. & Mráz
- Hieracium modiciforme Üksip
- Hieracium molinierianum Arv.-Touv. & Gaut.
- Hieracium mollitum Arv.-Touv.
- Hieracium molybdochroum T.Durand & B.D.Jacks.
- Hieracium monacriodes Omang
- Hieracium monanthum Omang
- Hieracium monczecola Üksip
- Hieracium monnieri Arv.-Touv.
- Hieracium monregalense Burnat & Gremli
- Hieracium monstrosum Hyl.
- Hieracium montcaunicum Pau ex Mateo
- Hieracium montenegrinum Freyn
- Hieracium montis-florum Gottschl.
- Hieracium montis-porrarae Gottschl.
- Hieracium montsaticola Mateo
- Hieracium montserratii Mateo
- Hieracium moravicum Freyn ex Oborny
- Hieracium morii Hayata
- Hieracium morulum (Dahlst.) Dahlst.
- Hieracium mosenii Malme
- Hieracium moëanum Lindeb.
- Hieracium mucrodentatum T.Tyler
- Hieracium mucronatum Arv.-Touv.
- Hieracium mucronellum P.D.Sell & C.West
- Hieracium mukacevense Üksip
- Hieracium multifrons Brenner
- Hieracium multisetum (Nägeli & Peter) Rech.f.
- Hieracium mundum P.D.Sell & C.West
- Hieracium munkacsense (Zahn) Schljakov
- Hieracium murcandidum Mateo
- Hieracium murlainzii Mateo
- Hieracium murlainzoides Mateo & Egido
- Hieracium murmanense Schljakov
- Hieracium murmanicum (Norrl.) Norrl.
- Hieracium murorum C.B.Clarke – jastrzębiec leśny
- Hieracium mutilatum Almq. ex Elfstr.
- Hieracium myrdalense Ósk.
- Hieracium naegelianum Pančić
- Hieracium nanidens Ósk.
- Hieracium napaeum Zahn
- Hieracium narymense Schischk. & Serg.
- Hieracium naviense J.N.Mills
- Hieracium necopinum Buttler
- Hieracium neglectipilosum Sennikov
- Hieracium negoiense (Rǎvǎrut & Nyár.) Soó
- Hieracium nenukovii Üksip
- Hieracium neo-herrerae Zahn
- Hieracium neocerinthe Fr.
- Hieracium neocoracinum Pugsley
- Hieracium neodivergens Gottschl.
- Hieracium neofilicaule Gottschl.
- Hieracium neofurcatum Sleumer
- Hieracium neomalyi Zahn
- Hieracium neomarginatum P.D.Sell
- Hieracium neomicracladium P.D.Sell
- Hieracium neopicris Arv.-Touv.
- Hieracium neorepandum P.D.Sell & C.West
- Hieracium neoserratifrons T.Tyler
- Hieracium nepium Omang
- Hieracium neroikense Üksip
- Hieracium nesaeum Üksip
- Hieracium neyraeanum Arv.-Touv.
- Hieracium neyranum Arv.-Touv.
- Hieracium nidense (F.Hanb.) Roffey
- Hieracium niederleinii (Zahn) Sleumer
- Hieracium nigrescens Willd. – jastrzębiec czarniawy
- Hieracium nigrescenticeps Omang
- Hieracium nigriceps Lindeb.
- Hieracium nigrifactum P.D.Sell
- Hieracium nigritum Uechtr. – jastrzębiec ciemny
- Hieracium nigrocephalum Gottschl.
- Hieracium nigrostylum Zlatník
- Hieracium niphocladum (Schelk. & Zahn) Üksip ex Sennikov
- Hieracium nipholasium T.Georgiev & Zahn
- Hieracium nitens Lindeb.
- Hieracium nitidum Backh.f.
- Hieracium niveobarbatum Arv.-Touv. ex Gottschl.
- Hieracium niveolimbatum Üksip
- Hieracium niviferum Norrl.
- Hieracium nivimontis (Oborny & Zahn) Chrtek f.
- Hieracium nizhnetunguskaense Tupitz.
- Hieracium nobile Gren. & Godr.
- Hieracium nordenstamii Ósk.
- Hieracium nordlanderi Johanss.
- Hieracium nordlandicum Dahlst.
- Hieracium northroënse Pugsley
- Hieracium norvegicum Fr.
- Hieracium notabile P.D.Sell & C.West
- Hieracium notense Schljakov
- Hieracium notophilum Ósk.
- Hieracium nubitangens Gottschl.
- Hieracium nudicaule (A.Gray) A.Heller
- Hieracium nyaradyanum Zahn
- Hieracium obatrescens (Dahlst.) Dahlst.
- Hieracium obrovacense Degen & Zahn
- Hieracium obscuratum Murr
- Hieracium obscuricaule (Litv. & Zahn) Üksip ex Sennikov
- Hieracium obscuriceps (Dahlst.) Schljakov ex Sennikov
- Hieracium obtextum Dahlst. ex Johanss.
- Hieracium obtusangulum Dahlst.
- Hieracium obtusissimum Almq. ex Omang
- Hieracium obtusoserratum Omang
- Hieracium obtusulum Dahlst.
- Hieracium ochanskiense (Zahn) Üksip ex Schljakov
- Hieracium ochthophilum P.D.Sell
- Hieracium odontophyllum Freyn & Sint. ex Freyn & Sint.
- Hieracium oenophyllum P.D.Sell
- Hieracium oioense (Dahlst.) Üksip ex Üksip
- Hieracium oistophyllum Pugsley
- Hieracium olafii Ósk.
- Hieracium oleaginicolor (Zahn) Zahn
- Hieracium oletatum (Johanss. & Sam.) T.Tyler
- Hieracium oligodon Nägeli & Peter
- Hieracium olympicum Boiss.
- Hieracium omangii Elfstr.
- Hieracium oncadenium Ósk.
- Hieracium oncodes Omang
- Hieracium onosmoides Fr. – jastrzębiec onosmowaty
- Hieracium onychodontum Hyl.
- Hieracium opacum (Dahlst.) Johanss.
- Hieracium oppletiforme Norrl.
- Hieracium optimum P.D.Sell & C.West
- Hieracium orarium Lindeb.
- Hieracium orbicans Almq. ex Stenstr.
- Hieracium orbolense Dahlst.
- Hieracium orcadense W.R.Linton
- Hieracium oreiocephalum Zahn
- Hieracium orimeles W.R.Linton
- Hieracium orithales E.F.Linton
- Hieracium ornatilorum P.D.Sell & C.West
- Hieracium ornatum (Dahlst.) Johanss.
- Hieracium orodoxum Gottschl.
- Hieracium oroglaucum O.Behr & al.
- Hieracium orteganum Arv.-Touv. & Gaut.
- Hieracium orthobrachion (Woł. & Zahn) Schljakov
- Hieracium orthoglossum Arv.-Touv. & Gaut.
- Hieracium orthopodum Dahlst.
- Hieracium orupense Ingerslev
- Hieracium osiliae (Dahlst.) Üksip ex Üksip
- Hieracium ossaeum Zahn
- Hieracium ostenfeldii Dahlst.
- Hieracium ovaliceps (Norrl.) Elfstr.
- Hieracium ovaliforme P.D.Sell
- Hieracium ovatifolians Omang
- Hieracium ovatifrons Dahlst. ex Notø
- Hieracium oxybeles P.D.Sell
- Hieracium oxycerinthe Arv.-Touv. & Gaut.
- Hieracium oxygonium Omang
- Hieracium oxylepium (Dahlst.) Dahlst.
- Hieracium oxyodon Fr.
- Hieracium oxyodontophorum Ósk.
- Hieracium oxypleurum Ósk.
- Hieracium pachyphylloides (Zahn) Roffey
- Hieracium paczoskianum Sennikov
- Hieracium padcayense Sleumer
- Hieracium pahnschii Üksip
- Hieracium paldiskiense Üksip
- Hieracium palenicae Rech.f. & Zahn
- Hieracium palentinum Mateo & Alejandre
- Hieracium paletaranum Sleumer
- Hieracium palezieuxii Zahn
- Hieracium pallescens Waldst. & Kit.
- Hieracium pallescentifrons Maly & Zahn
- Hieracium pallidivirens Ósk.
- Hieracium pallidum Willd. ex Froel.
- Hieracium palmenii Brenner
- Hieracium paltinae Jáv. & Zahn
- Hieracium pammelanum Omang
- Hieracium pamphili Arv.-Touv.
- Hieracium pampsilum Omang
- Hieracium panaeoliforme (Pohle & Zahn) Üksip ex Üksip
- Hieracium panaeolum Dahlst.
- Hieracium pangoriense Zahn
- Hieracium paniculatum L.
- Hieracium pannosum Boiss.
- Hieracium paraguayense Arv.-Touv.
- Hieracium pardalinum Dahlst.
- Hieracium pardoanum Arv.-Touv. & Gaut.
- Hieracium parnassi Fr.
- Hieracium parryi Zahn
- Hieracium pasense Üksip
- Hieracium patagonicum Hook.f.
- Hieracium patale Norrl.
- Hieracium patens Bartl.
- Hieracium pauculidens P.D.Sell & C.West
- Hieracium paui Mateo
- Hieracium pauradenium Ósk.
- Hieracium paurocyma Omang
- Hieracium paurodontum Ósk.
- Hieracium pavichii Heuff. ex Nyman
- Hieracium paxianum Nyár. & Zahn
- Hieracium pazense S.F.Blake
- Hieracium peccense (W.R.Linton) P.D.Sell
- Hieracium pedatifolium Omang
- Hieracium pedemontanum Burnat & Gremli
- Hieracium pedunculare R.Uechtr.
- Hieracium pelagae Degen & Zahn
- Hieracium pellaeocephalum Omang
- Hieracium pellitum Fr.
- Hieracium pellucidum Laest.
- Hieracium penduliforme (Dahlst.) Johanss.
- Hieracium pendulum (Dahlst.) Dahlst.
- Hieracium pentaploideum P.D.Sell & D.J.Tennant
- Hieracium percome Omang
- Hieracium percomiforme Ósk.
- Hieracium percrenatum Omang
- Hieracium pereffusum Elfstr.
- Hieracium perintegrum Dahlst.
- Hieracium periplecum Arv.-Touv. & Gaut.
- Hieracium peristericum Zahn
- Hieracium perlaniferum Ósk.
- Hieracium permaculatum Gottschl.
- Hieracium pernervosum Ósk.
- Hieracium peroblongum P.D.Sell
- Hieracium perornaticeps Omang
- Hieracium perpiliferum Omang
- Hieracium perscitum P.D.Sell & C.West
- Hieracium persimile (Dahlst.) Dahlst.
- Hieracium personatum Fr.
- Hieracium peruanum Fr.
- Hieracium peterfii Nyár. & Zahn
- Hieracium petiolatum (Elfstr.) Norrl.
- Hieracium petioliferum Brenner
- Hieracium petiolinum Sennikov
- Hieracium petiolosum Dahlst.
- Hieracium petrocharis (E.F.Linton) W.R.Linton
- Hieracium petrofundii Üksip
- Hieracium petropavlovskanum Üksip
- Hieracium petrovae Vladimir. & Szeląg
- Hieracium phaedrocheilon Zahn
- Hieracium phaeochristum Zahn
- Hieracium phalarograptum (Zahn) Dahlst.
- Hieracium philanthrax (Stenstr.) Johanss. & Sam.
- Hieracium phlomoides Froel.
- Hieracium phocaicum Zahn
- Hieracium pholidotum T.Durand & B.D.Jacks.
- Hieracium phrixoclonum (Omang) Omang
- Hieracium phrixocomum Dahlst.
- Hieracium phrixomalliforme (Omang) Omang
- Hieracium phyllochnoum Omang
- Hieracium picenorum Gottschl.
- Hieracium pichinchae Zahn
- Hieracium pichleri A.Kern.
- Hieracium piciniforme Dahlst.
- Hieracium picoeuropeanum Mateo & Alejandre
- Hieracium picroides Vill.
- Hieracium pictorum E.F.Linton
- Hieracium pictum Pers.
- Hieracium pietrae Zahn
- Hieracium pietroszense Degen & Zahn – jastrzębiec rodniański
- Hieracium piliceps Wiinst.
- Hieracium piliferum Hoppe – jastrzębiec włosisty
- Hieracium piligerum (Pugsley) P.D.Sell & C.West
- Hieracium pilosum Willd. ex Steud.
- Hieracium pinegense Sennikov
- Hieracium pinetophilum (Degen & Zahn) Chrtek f.
- Hieracium pineum Schischk. & Serg.
- Hieracium pinicola Arv.-Touv. & Gaut.
- Hieracium pinnatifidiforme Wiinst.
- Hieracium pinnigerum Omang
- Hieracium pirinicola T.Georgiev & Zahn
- Hieracium pizense Zahn
- Hieracium placerophylloides Pugsley
- Hieracium planchonianum Timb.-Lagr. & Loret
- Hieracium plantagineum (Arv.-Touv.) Arv.-Touv.
- Hieracium plantaginifrons Schljakov
- Hieracium platamodes Omang
- Hieracium platylepioides Dahlst.
- Hieracium platyphyllopodum Vuk.
- Hieracium pleuroleucum (Dahlst.) Üksip
- Hieracium plicatum Lindeb.
- Hieracium plisivicae (Degen & Zahn) Niketić
- Hieracium pljesevicae (Degen & Zahn) Niketić
- Hieracium plumbeum Blytt & Fr.
- Hieracium plumieri Arv.-Touv.
- Hieracium pluricaule Schischk. & Serg.
- Hieracium poaczense Schljakov
- Hieracium pocuticum Woł.
- Hieracium poecilostictum Dahlst.
- Hieracium pohlei Zahn
- Hieracium pojoritense Woł.
- Hieracium polatschekii Gottschl.
- Hieracium poliobrachium Ósk.
- Hieracium poliudovense Üksip
- Hieracium pollichiae Sch.Bip.
- Hieracium pollinarioides Pugsley
- Hieracium pollinarium F.Hanb.
- Hieracium pollinense Zahn
- Hieracium polycephalum Velen.
- Hieracium polycomatum (Zahn) Notø
- Hieracium polygonifolium Gottschl. & Coșkunç.
- Hieracium polymorphophyllum Elfstr.
- Hieracium polyphaeum Omang
- Hieracium polysteganum Omang
- Hieracium pomoricum Üksip
- Hieracium pongoense Sleumer
- Hieracium popayanense Zahn
- Hieracium porphyrii Schischk. & Serg.
- Hieracium porrifolium L.
- Hieracium porrigens Almq. ex Dahlst.
- Hieracium porrigentiforme Dahlst.
- Hieracium portanum Belli
- Hieracium portlandicum T.C.G.Rich
- Hieracium pospichalii Zahn
- Hieracium potamophilon Elfstr.
- Hieracium praebiharicum Boros
- Hieracium praecipuum Dahlst. ex Norrl.
- Hieracium praecordans Omang
- Hieracium praecurrens Vuk.
- Hieracium praefloccellum Omang
- Hieracium praegrandiceps Ósk.
- Hieracium praelineatum Omang
- Hieracium praelongipes Zahn
- Hieracium praelongum Lindeb.
- Hieracium praematurum Elfstr.
- Hieracium praepallens (Dahlst.) Dahlst.
- Hieracium praesigne (Zahn) Roffey
- Hieracium praetenerifrons Schljakov
- Hieracium praetenerum (Dahlst.) Almq. ex Dahlst.
- Hieracium praetervisum Üksip
- Hieracium praethulense Pugsley
- Hieracium prasinamaurum Ósk.
- Hieracium pratorum-tivi Gottschl.
- Hieracium praviforme T.Tyler
- Hieracium pravifrons Johanss. & Sam.
- Hieracium prediliense (Nägeli & Peter) Zahn
- Hieracium prenanthoides Vill. – jastrzębiec przenętowaty
- Hieracium pretiosum Wiinst.
- Hieracium prilakenense (Zahn) Schljakov
- Hieracium prilakense (Zahn) Schljakov
- Hieracium pringlei A.Gray
- Hieracium prionocerinthe Arv.-Touv. & Sennen
- Hieracium probum P.D.Sell & C.West
- Hieracium procerigenum Litv. & Zahn
- Hieracium prodanianum Nyár. & Zahn
- Hieracium profetanum Belli
- Hieracium progrediens Norrl.
- Hieracium prolatatum Johanss.
- Hieracium prolatescens Johanss. & Sam.
- Hieracium promontoriale P.D.Sell
- Hieracium prostratum Panz. ex Froel.
- Hieracium protenozum Omang
- Hieracium protentum P.D.Sell
- Hieracium protractum (Fr.) Lindeb.
- Hieracium proximum F.Hanb.
- Hieracium pruinale (Zahn) P.D.Sell & C.West
- Hieracium pruiniferum (Norrl.) Norrl.
- Hieracium psammogenes Omang
- Hieracium psaridianum Zahn
- Hieracium pseudalpinum (Nägeli & Peter) Prain
- Hieracium pseudanfractum Dahlst.
- Hieracium pseudanglicoides Raven & al.
- Hieracium pseudanglicum Pugsley
- Hieracium pseudarctophilum Schljakov
- Hieracium pseuderectum Schljakov
- Hieracium pseudoatratum Woł.
- Hieracium pseudobifidum Schur
- Hieracium pseudobipes Elfstr.
- Hieracium pseudoboreum Schljakov
- Hieracium pseudocaesiiforme Nyár. & Zahn
- Hieracium pseudocaesium Degen & Zahn
- Hieracium pseudocerinthe (Gaudin) W.D.J.Koch
- Hieracium pseudocongruens Schljakov
- Hieracium pseudoconstrictum Zahn
- Hieracium pseudocorymbosum Gremli
- Hieracium pseudocurvatum (Zahn) Pugsley
- Hieracium pseudodolichaetum (Benz & Zahn) Zahn
- Hieracium pseudodulacianum (de Retz) Mateo
- Hieracium pseudofariniramum N.N.Tupitsȳna
- Hieracium pseudofioniae Wiinst.
- Hieracium pseudogelertii Dahlst.
- Hieracium pseudoglabridens Schljakov
- Hieracium pseudogratiosum Wiinst.
- Hieracium pseudogrovesianum Gottschl.
- Hieracium pseudohypochnoodes Schljakov
- Hieracium pseudojutlandicum Wiinst.
- Hieracium pseudolaggeri (Zahn) Prain
- Hieracium pseudolainzii Mateo & Egido
- Hieracium pseudolatypeum Schljakov
- Hieracium pseudolepistoides Schljakov
- Hieracium pseudoleyi (Zahn) Roffey
- Hieracium pseudoloscosianum Mateo
- Hieracium pseudolympicum Rech.f. & Zahn
- Hieracium pseudomixtum Mateo & Egido
- Hieracium pseudonigritum Pax
- Hieracium pseudonosmoides Dahlst.
- Hieracium pseudoomangii Schljakov
- Hieracium pseudopallidum Gottschl.
- Hieracium pseudopalmenii Schljakov
- Hieracium pseudopaltinae Nyár. & Zahn
- Hieracium pseudopediaeum Wiinst.
- Hieracium pseudopellucidum Brenner
- Hieracium pseudopetiolatum (Zahn) Roffey
- Hieracium pseudophyllodes (Zahn) Üksip ex Üksip
- Hieracium pseudopikujense Zahn
- Hieracium pseudopilosella (Ten.) Nägeli & Peter
- Hieracium pseudoprasinops Zahn
- Hieracium pseudoratezatense Nyár. & Zahn
- Hieracium pseudorionii (Zahn) Prain
- Hieracium pseudosarcophyllum Pugsley
- Hieracium pseudoscardicum O.Behr & al.
- Hieracium pseudostenoplecum Zahn
- Hieracium pseudostupposum Zahn
- Hieracium pseudosvaneticum Peter
- Hieracium pseudotranssilvanicum (Zahn) Zahn
- Hieracium pseudovranjanum O.Behr & al.
- Hieracium pseudozetlandicum Roffey
- Hieracium psychroadenium Sleumer
- Hieracium pteropogon Arv.-Touv.
- Hieracium pugsleyi P.D.Sell & C.West
- Hieracium pujattii Gottschl.
- Hieracium pulchellum Gren.
- Hieracium pulchridens Dahlst.
- Hieracium pulchrius (Ley) W.R.Linton
- Hieracium pullicalicitum Omang
- Hieracium pumilare (Omang) Omang
- Hieracium purpurascens Scheele ex Willk.
- Hieracium purpuriguttatum Ósk.
- Hieracium purpuristictum Üksip
- Hieracium puschlachtae (Pohle & Zahn) Üksip ex Üksip
- Hieracium pusillifolium P.D.Sell
- Hieracium putoranicum Tupitz.
- Hieracium pycnodon (Dahlst.) Johanss.
- Hieracium pycnotrichum (W.R.Linton) Roffey
- Hieracium pyrenaeojurassicum Mateo
- Hieracium pyrgosense Rech.f. & Zahn
- Hieracium pyrolifolium Ósk.
- Hieracium pyrsjuense Üksip
- Hieracium quadridentatum Hyl.
- Hieracium queraltense de Retz
- Hieracium querianum Arv.-Touv. & Gaut.
- Hieracium quinquemonticola Üksip
- Hieracium racemosiforme (Zahn) Zahn
- Hieracium racemosum Waldst. & Kit. ex Willd. – jastrzębiec gałęzisty
- Hieracium raddeanum Zahn
- Hieracium radenium Nägeli & Peter
- Hieracium radinum (Omang) Omang
- Hieracium radyrense (Pugsley) P.D.Sell & C.West
- Hieracium ramondii Griseb.
- Hieracium ramosissimum Hegetschw.
- Hieracium ramosum Waldst. & Kit. ex Willd.
- Hieracium rapunculoides Arv.-Touv.
- Hieracium rapunculoidiforme Woł. & Zahn
- Hieracium ratluense Zahn
- Hieracium ravaudii Arv.-Touv.
- Hieracium raveniorum P.D.Sell
- Hieracium ravusculum (Dahlst.) Dahlst.
- Hieracium reayense (Pugsley) P.D.Sell
- Hieracium rebildense Wiinst.
- Hieracium recensitum ford. ex Boreau
- Hieracium rechingerorum Zahn
- Hieracium recoderi de Retz
- Hieracium rectulum Ley
- Hieracium relaxatum Omang
- Hieracium renatae Szeląg
- Hieracium repandilaterum Ósk.
- Hieracium repandulare Druce
- Hieracium repandum Dahlst. ex Jonsson
- Hieracium resupinatum Dahlst.
- Hieracium reticulatiforme P.D.Sell
- Hieracium reticulatum Nägeli & Peter
- Hieracium retifolium (Dahlst.) Dahlst.
- Hieracium retyezatense Degen & Zahn
- Hieracium revocantiforme Schljakov
- Hieracium rhabdoides Omang
- Hieracium rhomboidale Lapeyr.
- Hieracium rhomboides Johanss.
- Hieracium rhombotum Ósk.
- Hieracium richenii Murr
- Hieracium riddelsdellii Pugsley
- Hieracium rigidiceps S.Bräut. & V.Bräut.
- Hieracium riofrioi Pau & Font Quer
- Hieracium rioloboi Mateo
- Hieracium rioxanum Mateo
- Hieracium riparium Üksip
- Hieracium riphaeoides Bornm. & Zahn
- Hieracium riphaeum R.Uechtr. – jastrzębiec ryfejski
- Hieracium rivale F.Hanb.
- Hieracium rizense Gottschl. & Coșkunç.
- Hieracium robertsii P.D.Sell
- Hieracium robinsonii (Zahn) Fernald
- Hieracium robustum Fr.
- Hieracium rohacsense Kit. ex Kit. – jastrzębiec rohacki
- Hieracium rohlenae Zlatník
- Hieracium ronasii P.D.Sell
- Hieracium roseum Sch.Bip.
- Hieracium rossicum Schljakov
- Hieracium rostanii Nägeli & Peter – jastrzębiec Rostana
- Hieracium rosulatum Lindeb.
- Hieracium rottii Gottschl.
- Hieracium rotundatum Kit. ex Schult.
- Hieracium rubellum Vuk.
- Hieracium rubicundiforme (Zahn) Roffey
- Hieracium rubiginosum F.Hanb.
- Hieracium rubrimaculatum Ósk.
- Hieracium rupestre All.
- Hieracium rupicaprinum Arv.-Touv. & Gaut.
- Hieracium rupicola Jord.
- Hieracium rupicoliforme Zahn
- Hieracium rupicoloides Woł.
- Hieracium rupivivum Sudre
- Hieracium ruprechtii Boiss.
- Hieracium rutiliceps Omang
- Hieracium sabaudum L. – jastrzębiec sabaudzki
- Hieracium sabiniforme (Zahn) Üksip
- Hieracium sabinopsis (Ganesch. & Zahn) Üksip
- Hieracium safonoviae Sennikov
- Hieracium sagittipotens Norrl.
- Hieracium saliencianum de Retz
- Hieracium salviifolium Arv.-Touv. & Gaut.
- Hieracium samaricum (Zahn) Üksip
- Hieracium samurense (Zahn) Üksip ex Sennikov
- Hieracium sandozianum Zahn
- Hieracium sanguineum (Ley) W.R.Linton
- Hieracium sannoxense P.D.Sell
- Hieracium sarcophylloides Dahlst.
- Hieracium sarcophylloton Ósk.
- Hieracium sarcophyllum Stenstr.
- Hieracium sartorianum Boiss. & Heldr.
- Hieracium saturicolor Omang
- Hieracium sauzei (Arv.-Touv.) Arv.-Touv.
- Hieracium savokarelicum Norrl.
- Hieracium saxatile Jacq.
- Hieracium saxifragum Fr. – jastrzębiec skalnicowaty
- Hieracium saxorum (F.Hanb.) P.D.Sell & C.West
- Hieracium scabiosum (Sudre) Üksip
- Hieracium scabrisetum (Zahn) Roffey
- Hieracium scabrum Michx.
- Hieracium scamandris Zahn
- Hieracium scapigerum Boiss. & al.
- Hieracium scardicum Bornm. & Zahn
- Hieracium scarpicum Pugsley
- Hieracium schefferi Rech.f. & Zahn
- Hieracium schellianum Üksip
- Hieracium schennikovii Schljakov
- Hieracium scheppigianum Freyn
- Hieracium schipczinskii Üksip
- Hieracium schischkinii Üksip
- Hieracium schliakovii Üksip
- Hieracium schmidtii Tausch – jastrzębiec blady
- Hieracium schneiderianum Zlatník
- Hieracium schreiteri Sleumer
- Hieracium schultzii Fr.
- Hieracium schustleri Zlatník
- Hieracium scitulum Woł. – jastrzębiec elegancki
- Hieracium sclerophaeum Arv.-Touv.
- Hieracium scolopoglossum Ósk.
- Hieracium scorzoneraefolium Vill. – jastrzębiec wężymordolistny
- Hieracium scotaiolepis Elfstr.
- Hieracium scoticum Rouy
- Hieracium scotocerinthe Arv.-Touv.
- Hieracium scottii P.D.Sell
- Hieracium scouleri Hook.
- Hieracium scribneri Small
- Hieracium scullyi W.R.Linton
- Hieracium scytalocephalum Omang
- Hieracium scytophyllum Omang
- Hieracium segevoldense (Syr. & Zahn) Syr. & Zahn
- Hieracium segregatum Wiinst.
- Hieracium segureum Arv.-Touv.
- Hieracium semialpinum Ósk.
- Hieracium semianglicum Ósk.
- Hieracium semiangustum Omang
- Hieracium semibipes (Dahlst.) Dahlst.
- Hieracium semicaesium Wiinst.
- Hieracium semichlorellum Norrl.
- Hieracium semicreperum Wiinst.
- Hieracium semicurvatum Norrl.
- Hieracium semidovrense Elfstr.
- Hieracium semigothicum Wiinst.
- Hieracium semipercome Ósk.
- Hieracium semiprolixum Dahlst.
- Hieracium semisuperbum Ósk.
- Hieracium senectum Dahlst.
- Hieracium senescens Backh.f.
- Hieracium senex (Dahlst.) Dahlst.
- Hieracium separ Johanss.
- Hieracium serdanyolae (Zahn) Mateo
- Hieracium sericellum (Dahlst.) Dahlst
- Hieracium sericicaule (Schelk. & Zahn) Üksip ex Sennikov
- Hieracium sericophyllum Nejceff & Zahn
- Hieracium seriflorum Hyl.
- Hieracium sermonikense Freyn & Sint.
- Hieracium sershukense Üksip
- Hieracium seticollum Norrl.
- Hieracium severiceps Wiinst.
- Hieracium sexangulare Schljakov
- Hieracium shaparenkoi Schljakov
- Hieracium shoolbredii E.S.Marshall
- Hieracium silenii (Norrl.) Norrl.
- Hieracium sillamaeense Üksip
- Hieracium silsinum Nägeli & Peter
- Hieracium siluriense (F.Hanb.) P.D.Sell
- Hieracium silvaticoides Pugsley
- Hieracium silvicomum Üksip
- Hieracium simbruinicum Gottschl.
- Hieracium simia (Zahn) Prain
- Hieracium sinuans F.Hanb.
- Hieracium sinuatum lindeberg ex Omang
- Hieracium sinuolatum P.D.Sell
- Hieracium siphlanthum Omang
- Hieracium sivorkae Üksip
- Hieracium skarddalicum Ósk.
- Hieracium skutchii S.F.Blake
- Hieracium skutudalicum Ósk.
- Hieracium slovacum Chrtek f.
- Hieracium smolandicum (Dahlst.) Almq. ex Dahlst.
- Hieracium snowdoniense P.D.Sell & C.West
- Hieracium sococratodium Omang
- Hieracium soczavae Üksip
- Hieracium sodiroanum Zahn
- Hieracium solidagineum Fr.
- Hieracium solonieviczii Schljakov
- Hieracium solovetzkiense Üksip
- Hieracium solum P.D.Sell & C.West
- Hieracium sommerfeltii Lindeb.
- Hieracium sonchoides Arv.-Touv.
- Hieracium soratense Hieron.
- Hieracium sorianum Mateo
- Hieracium sosvaense Schljakov
- Hieracium sotarense Hieron.
- Hieracium sowadeense P.D.Sell
- Hieracium soyerifolium Arv.-Touv.
- Hieracium sparsidens Dahlst.
- Hieracium sparsifolium Lindeb.
- Hieracium sparsifrons P.D.Sell & C.West
- Hieracium sparsiramum Nägeli & Peter
- Hieracium sparsum Friv. – jastrzębiec śląski
- Hieracium spatalops Omang
- Hieracium spathulatum Scheele
- Hieracium speciosum Hornem.
- Hieracium spectabile Arv.-Touv.
- Hieracium spenceanum W.Scott & R.C.Palmer
- Hieracium sphaerocephalum Froel.
- Hieracium sphagnicola S.F.Blake
- Hieracium splendens Elfstr.
- Hieracium spodocephalum Gottschl. & Coșkunç.
- Hieracium sprucei Arv.-Touv.
- Hieracium stachyoideum Arv.-Touv.
- Hieracium stannardii D.J.N.Hind
- Hieracium staticinum Arv.-Touv.
- Hieracium staui Belli
- Hieracium stefanssonii Omang
- Hieracium steffensenii Ósk.
- Hieracium steinbergianum Üksip
- Hieracium steindorii (Omang) Omang
- Hieracium stellatifolium (Omang) Dahlst. ex Ósk.
- Hieracium stelligerum Froel.
- Hieracium stellipilum Nägeli & Peter
- Hieracium stenanthelum Zahn
- Hieracium stenocranoides Wiinst.
- Hieracium stenodontophyllum Nyár. & Zahn
- Hieracium stenolepiforme (Pugsley) P.D.Sell & C.West
- Hieracium stenomischum Omang
- Hieracium stenopholidium (Dahlst.) Omang
- Hieracium stenophyes W.R.Linton
- Hieracium stenopiforme (Pohle & Zahn) Elfstr.
- Hieracium stenoplecum Arv.-Touv. & Huter
- Hieracium stenstroemii Dahlst.
- Hieracium sternbergianum Chrtek f.
- Hieracium sterzingense Zahn
- Hieracium stewartii (F.Hanb.) Roffey
- Hieracium stictophylloides Ósk.
- Hieracium stictophyllum Dahlst.
- Hieracium stictum P.D.Sell
- Hieracium stirovacense Degen & Zahn
- Hieracium stoedvarense Omang
- Hieracium stoloniferum Viv.
- Hieracium strafforelloanum Zahn
- Hieracium stranigense Gottschl.
- Hieracium streptochaetum Zahn
- Hieracium streptotrichum Zahn
- Hieracium strictiforme (Zahn) Roffey
- Hieracium strictum Opiz & Ackermann ex Steud.
- Hieracium stroemfeltii Dahlst.
- Hieracium stuebelii Hieron.
- Hieracium stuppeum Griseb.
- Hieracium stupposiforme T.Georgiev
- Hieracium stupposum Rchb.
- Hieracium subaequialtum (Zahn) Hyl.
- Hieracium subamplifolium (Zahn) Roffey
- Hieracium subandurense (Zahn) Mateo
- Hieracium subapicicomum Ósk.
- Hieracium subaquilonare Üksip
- Hieracium subarctophilum Schljakov
- Hieracium subarctoum Norrl.
- Hieracium subasperellum (Zahn) Üksip ex Üksip
- Hieracium subaurantiacum (Nägeli & Peter) Czerep.
- Hieracium subbritannicum (Ley) P.D.Sell & C.West
- Hieracium subcaesiiforme (Zahn) Prain
- Hieracium subcaesium Fries ex Nyman
- Hieracium subchlorophaeum Schljakov
- Hieracium subcinerascens Norrl. ex Schljakov
- Hieracium subcompositum Üksip
- Hieracium subcongenitum Ósk.
- Hieracium subcrassifolium (Zahn) Üksip ex Üksip
- Hieracium subcrocatum (E.F.Linton) Roffey
- Hieracium subcyaneum (W.R.Linton) Pugsley
- Hieracium subcymigerum (Peter) Weiss
- Hieracium subelatiforme Omang
- Hieracium subelatum Dahlst.
- Hieracium suberectum Schischk. & Steinb.
- Hieracium subeversianum J.Vetter & Zahn
- Hieracium subfarinaceum Zahn
- Hieracium subfariniramum Ganesch. & Zahn
- Hieracium subfarinosiceps Schljakov
- Hieracium subflexicaule (Zahn) Schljakov
- Hieracium subflocciferum (Zahn) Mateo
- Hieracium subfusciviride Ósk.
- Hieracium subgalbanum (Dahlst.) Üksip
- Hieracium subglandulosipes Schljakov
- Hieracium subglaucovirens Zahn ex Johanss. & Sam.
- Hieracium subglobosum P.D.Sell & C.West
- Hieracium subgouanii (Zahn) Mateo
- Hieracium subgracilentipes (Zahn) Roffey
- Hieracium subgracilescens (Dahlst. ex Zahn) Notø
- Hieracium subhirsutissimum Üksip
- Hieracium subhirtum (F.Hanb.) Pugsley
- Hieracium subholophyllum Brenner
- Hieracium subimandrae Üksip
- Hieracium subincisum Arv.-Touv.
- Hieracium subinforme Wiinst.
- Hieracium subintegrifolium Pugsley
- Hieracium sublasiophyllum P.D.Sell
- Hieracium sublividum (Dahlst.) Johanss.
- Hieracium submaculigerum Schljakov
- Hieracium submarginellum (Zahn) Üksip ex Üksip
- Hieracium submedianum (Zahn) Üksip ex Üksip
- Hieracium submelanolepis Schljakov
- Hieracium subminutidens (Zahn) Pugsley
- Hieracium submurorum Lindeb.
- Hieracium submutabile (Zahn) Pugsley
- Hieracium subniviferum Schljakov
- Hieracium subnudum Gilib.
- Hieracium subortum Gus.Schneid.
- Hieracium subpamphili Zahn
- Hieracium subpatulum Zahn
- Hieracium subpellucidum (Norrl.) Norrl.
- Hieracium subplanifolium Pugsley
- Hieracium subprasinifolium Pugsley
- Hieracium subprolatescens Wiinst.
- Hieracium subrigidum Dahlst.
- Hieracium subrosulatum Freyn & Sint. ex Freyn & Sint.
- Hieracium subrotundiforme Ósk.
- Hieracium subrotundum (Dahlst.) Dahlst. ex Omang
- Hieracium subrubense Arv.-Touv.
- Hieracium subrubicundum Dahlst.
- Hieracium subscoticum P.D.Sell
- Hieracium subsimile Norrl.
- Hieracium subsinuatum Borbás
- Hieracium substellatum Arv.-Touv. & Gaut.
- Hieracium substoloniferum Üksip
- Hieracium substrictipilum Schljakov
- Hieracium substrigosum (Zahn) Roffey
- Hieracium subsvaneticum (Litv. & Zahn) Üksip ex Sennikov
- Hieracium subtenue (W.R.Linton) Roffey
- Hieracium subtenuifrons P.D.Sell & D.J.Tennant
- Hieracium subtilissimum Zahn
- Hieracium subtomentosum (Burnat & Gremli) Zahn
- Hieracium subtriangulatum Schljakov
- Hieracium subtruncatum Beeby
- Hieracium subulatidens Dahlst.
- Hieracium subumbellatiforme (Zahn) Roffey
- Hieracium subvillosum Zahn
- Hieracium subviolascentiforme (Pohle & Zahn) Üksip ex Üksip
- Hieracium subvladeasae Prodan
- Hieracium subvulgatiforme Wiinst.
- Hieracium sudeticola (Zahn) Zlatník
- Hieracium sudeticum Tausch ex Link – jastrzębiec sudecki
- Hieracium sulphureum Döll & Arv.-Touv. – jastrzębiec siarkowy
- Hieracium suomense Norrl.
- Hieracium supravladeasae Prodan
- Hieracium surrejanum F.Hanb.
- Hieracium sutteri Soest
- Hieracium svaneticiforme (Litv. & Zahn) Kem.-Nath.
- Hieracium swantevitii Drenckhahn
- Hieracium symphytifolium Froel.
- Hieracium syreistschikovii Zahn
- Hieracium tabergense (Dahlst.) Üksip
- Hieracium tacense Hieron.
- Hieracium taigense Schischk. & Serg.
- Hieracium tajanum K.Malý & Zahn
- Hieracium tallenganum Zahn
- Hieracium tanaodeirum Johanss.
- Hieracium tandilense Sleumer
- Hieracium tanense Elfstr.
- Hieracium tanfiliewii Zahn ex Schljakov
- Hieracium tanyclonum Ósk.
- Hieracium tanyphyton Omang
- Hieracium tapeinocephalum Omang
- Hieracium taraxacifrons Ósk.
- Hieracium taurinense Jord.
- Hieracium tavense (W.R.Linton) Ley
- Hieracium tazense Schljakov
- Hieracium teberdaefontis (Litv. & Zahn) Üksip
- Hieracium teberdense (Litv. & Zahn) Üksip ex P.D.Sell & C.West
- Hieracium teliforme Schljakov
- Hieracium teligerum Norrl.
- Hieracium teliumbellatum Schljakov
- Hieracium tenellifrons Wiinst.
- Hieracium tenuiflorum Arv.-Touv.
- Hieracium tenuifrons P.D.Sell & C.West
- Hieracium tephrocephalum Vuk.
- Hieracium tephrochlorellum (Ganesch. & Zahn) Üksip
- Hieracium tephrodermum Zahn
- Hieracium tephrodes Nägeli & Peter
- Hieracium tephrophilum (Koslovsky & Zahn) Üksip ex Sennikov
- Hieracium tephropogon Zahn
- Hieracium tephrosoma (Nägeli & Peter) Zahn – jastrzębiec popielaty
- Hieracium teplouchovii Üksip
- Hieracium terekianum (Litv. & Zahn) Üksip ex V.J.Nikolajev
- Hieracium terenodes Omang
- Hieracium tericum Schljakov
- Hieracium tersundagense Gottschl. & Coșkunç.
- Hieracium tetraodon Schljakov
- Hieracium texedense Pau
- Hieracium thaectolepium Dahlst.
- Hieracium thalassinum P.D.Sell
- Hieracium thapsiformoides Schneider ex K.Malý
- Hieracium thaumasium (Peter) Weiss
- Hieracium thermophilum Ósk.
- Hieracium thesauranum Gottschl.
- Hieracium thesioides Gottschl.
- Hieracium thingvellirense Ósk.
- Hieracium thomasianum Zahn
- Hieracium thulense Dahlst.
- Hieracium thyraicum Błocki
- Hieracium timanense Schljakov
- Hieracium titanogenes Sudre
- Hieracium tjumentzevii Serg. & Üksip
- Hieracium tolimense Cuatrec.
- Hieracium tolimensis Cuatrec.
- Hieracium tolmatchevii Schljakov
- Hieracium tolstoii Fen. & Zahn
- Hieracium tolvaense Schljakov
- Hieracium tomentosum L.
- Hieracium tommasinianum K.Malý
- Hieracium tonalense Gottschl.
- Hieracium torrepandoi Willk.
- Hieracium torticeps (Dahlst.) Johanss.
- Hieracium tortuosum Zlatník
- Hieracium toutonianum (Zahn) Zahn
- Hieracium trachselianotropum Palez. & Zahn
- Hieracium traillii Greene
- Hieracium transiens (Freyn) Freyn
- Hieracium transnivense Schljakov
- Hieracium transpeczoricum Schljakov
- Hieracium transsilvanicum Heuff.
- Hieracium transylvanicum Heuff.
- Hieracium triadanum Zahn
- Hieracium triangulare (Almq.) Almq. ex Stenstr.
- Hieracium triangularifolium P.D.Sell
- Hieracium tricheilema (Nägeli & Peter) Üksip
- Hieracium trichobrachium Üksip
- Hieracium trichocaulon (Dahlst.) Johanss.
- Hieracium trichodontum (Sch.Bip.) Arv.-Touv.
- Hieracium trichophyton (Elfstr.) Nordh.
- Hieracium trichotum (Dahlst.) Dahlst.
- Hieracium tricolorans (Zahn) Pugsley
- Hieracium trikalense Buttler
- Hieracium trimontserratii Mateo
- Hieracium trischistum Nyár. & Zahn
- Hieracium triste Willd. ex Spreng.
- Hieracium tritum Üksip
- Hieracium trivialiforme Schljakov
- Hieracium trollii Sleumer
- Hieracium truncatum Lindeb.
- Hieracium tschamkorijense Zahn
- Hieracium tuadaschense Schljakov
- Hieracium tuberculatum Freyn & Sint.
- Hieracium tucumanicum (Zahn) Sleumer
- Hieracium tulomense Schljakov
- Hieracium tumescens Norrl.
- Hieracium tunguskanum Ganesch. & Zahn
- Hieracium turbidum Norrl.
- Hieracium turbinellum Zahn
- Hieracium turbinicephalum Wiinst.
- Hieracium turcomanicum Gand.
- Hieracium turritellum Omang
- Hieracium turritifolium Arv.-Touv.
- Hieracium tuvinicum Krasnob. & Shaulo
- Hieracium tynnoglochin Ósk.
- Hieracium tynnotrichum Dahlst.
- Hieracium tzagwerianum Üksip
- Hieracium uechtritzianum Gus.Schneid.
- Hieracium ueksipii Schljakov
- Hieracium ugandiense Üksip
- Hieracium uiginskyense Pugsley
- Hieracium uistense (Pugsley) P.D.Sell & C.West
- Hieracium uisticola Pugsley
- Hieracium ukierniae Woł. & Zahn
- Hieracium ulothrix Norrl.
- Hieracium umbellata L.
- Hieracium umbellaticeps (Pohle & Zahn) Üksip ex Üksip
- Hieracium umbellatum L. – jastrzębiec baldaszkowaty
- Hieracium umbrolainzii Mateo & Egido
- Hieracium umbrosum Jord. – jastrzębiec cienisty
- Hieracium unguiculiferum Omang
- Hieracium uralense Elfstr.
- Hieracium urbionicum Mateo
- Hieracium urticaceum Arv.-Touv. & Ravaud
- Hieracium urumoffii Nejceff & Zahn
- Hieracium urvillei Sch.Bip.
- Hieracium ustulatum Notø
- Hieracium vagae Üksip
- Hieracium vagense (F.Hanb.) Ley
- Hieracium vagicola P.D.Sell
- Hieracium vaginifolium Arv.-Touv.
- Hieracium vagneri Pax – jastrzębiec Vagnera
- Hieracium vaidae Üksip
- Hieracium valdepilosum Vill. – jastrzębiec włochaty
- Hieracium valentinum Pau
- Hieracium valesiacum Gremli ex Zahn
- Hieracium valirense Arv.-Touv. & Gaut.
- Hieracium valoddae (Zahn) Prain
- Hieracium vapenicanum (Lengyel & Zahn) Chrtek f. & Mráz
- Hieracium varangerense (Elfstr.) Elfstr.
- Hieracium variicolor Dahlst.
- Hieracium variifolium P.D.Sell & C.West
- Hieracium varsugae Schljakov
- Hieracium vasconicum Jord. ex Martrin-Donos
- Hieracium vayredanum Arv.-Touv.
- Hieracium vegaradanum de Retz
- Hieracium velebiticum Degen & Zahn
- Hieracium velenovskyanum Zlatník
- Hieracium vellereum Willk.
- Hieracium venezuelanum Arv.-Touv.
- Hieracium vennicontium Pugsley
- Hieracium venostorum (Zahn) Gottschl.
- Hieracium venosum L.
- Hieracium venticaesum Gottschl.
- Hieracium verbascifolium Vill.
- Hieracium veresczaginii Schischk. & Serg.
- Hieracium vervoorstii Sleumer
- Hieracium vestipes Schljakov
- Hieracium veterascens Dahlst.
- Hieracium vetteri Ronniger
- Hieracium viburgense Norrl.
- Hieracium vikense Ósk.
- Hieracium villosum Jacq. – jastrzębiec kosmaty
- Hieracium vindobonense Wiesb. ex Dichtl
- Hieracium vinicaule P.D.Sell & C.West
- Hieracium vinifolium P.D.Sell
- Hieracium vinyasianum Font Quer
- Hieracium violascentiforme (Pohle & Zahn) Üksip ex Üksip
- Hieracium virelliceps Norrl.
- Hieracium virentisquamum (Nägeli & Peter) Üksip
- Hieracium virgicaule Nägeli & Peter – jastrzębiec rozgałęziony
- Hieracium viride Arv.-Touv.
- Hieracium virosum Pall.
- Hieracium vischerae Üksip
- Hieracium viscidulum Tausch
- Hieracium viscosum Arv.-Touv.
- Hieracium visontinum Mateo
- Hieracium vitellicolor Elfstr.
- Hieracium vivantii (de Retz) de Retz
- Hieracium vladeasae Prodan
- Hieracium vogarense Ósk.
- Hieracium volaiense Gottschl.
- Hieracium vollmannii Zahn
- Hieracium vorlichense P.D.Sell
- Hieracium vulsum (Elfstr.) Schljakov
- Hieracium vurtopicum Zahn
- Hieracium vvedenskyi Üksip
- Hieracium wainioi Norrl.
- Hieracium waldsteinii Tausch
- Hieracium warmingii Baker
- Hieracium webbianum Arv.-Touv. & Gaut.
- Hieracium weberbauerianum Zahn
- Hieracium westii P.D.Sell
- Hieracium wettsteinianum Hayek & Zahn
- Hieracium wichurae Zahn
- Hieracium wiinstedtii Wiinst.
- Hieracium wilczekianum Arv.-Touv.
- Hieracium wilczekii Zahn
- Hieracium willkommii Scheele
- Hieracium wolczankense Üksip
- Hieracium wolffii Zahn
- Hieracium wologdense (Pohle & Zahn) Üksip ex Üksip
- Hieracium worochtae Zahn
- Hieracium wysokae (Woł. & Zahn) Schljakov
- Hieracium xanthoprasinophyes Gottschl.
- Hieracium zelenaglavense Jasiewicz & Pawł.
- Hieracium zelencense Schljakov
- Hieracium zetlandicum Beeby
- Hieracium zinserlingianum Üksip
- Hieracium zinserlingii Schljakov
- Hieracium zygophorum Hyl.

Mieszańce międzygatunkowe
- Hieracium × ambiguum Ehrh. – jastrzębiec skupiony
- Hieracium × arvicola Nägeli & Peter – jastrzębiec ścierniskowy
- Hieracium × atramentarium (Nägeli & Peter) Zahn ex Engl. – jastrzębiec atramentowy
- Hieracium × auriculoides Lang
- Hieracium × densiflorum Tausch
- Hieracium × disputabile Sennikov
- Hieracium × duplex Peter
- Hieracium × echiogenes Üksip
- Hieracium × euchaetium Nägeli & Peter – jastrzębiec płodny
- Hieracium × fallacinum F.W. Schultz
- Hieracium × fassettii Lepage
- Hieracium × flagellariforme G. Schneid. – jastrzębiec rozłogowaty
- Hieracium × floribundum Wimm. & Grab.
- Hieracium × fuscatrum Nägeli & Peter
- Hieracium × fuscum Vill.
- Hieracium × grohii Lepage
- Hieracium × hypeuryum Peter
- Hieracium × macranthelum Nägeli & Peter
- Hieracium × macrotrichum Boiss.
- Hieracium × maschukense Litv. & Zahn
- Hieracium × norrliniiforme Pohle & Zahn
- Hieracium × paragogum Nägeli & Peter – jastrzębiec złudny
- Hieracium × piloselliflorum Nägeli & Peter
- Hieracium × poliodermum Dahlst.
- Hieracium × polymastix Peter
- Hieracium × pseudeffusum Peter
- Hieracium × rostani Nägeli & Peter
- Hieracium × schultesii F.W. Schultz
- Hieracium × serratum Nägeli & Peter
- Hieracium × sintenisii Freyn
- Hieracium × stoloniflorum Waldst. – jastrzębiec rudy
- Hieracium × tubulatum (Vollm.) Vollm.
- Hieracium × wolgense Zahn
- Hieracium × zizianum Tausch – jastrzębiec Ziza